# Luciano Ligabue
Luciano Riccardo Ligabue, noto con il solo cognome Ligabue (Correggio, 13 marzo 1960), è un cantautore, regista, scrittore, sceneggiatore e produttore discografico italiano.
È uno tra gli artisti italiani contemporanei di maggior successo: in oltre trent'anni di carriera, ha vinto più di sessanta premi per la sua attività musicale, cinque per quella letteraria e dodici per quella cinematografica; si è aggiudicato in particolare tre Targhe Tenco e un Premio Tenco. Per dodici anni, dal 2005 al 2017, ha anche detenuto il primato europeo di spettatori paganti al concerto di un singolo artista (165 264 biglietti venduti per il primo Campovolo, che tenne presso l'Aeroporto di Reggio Emilia il 10 settembre 2005).

## Biografia
Primogenito di Giovanni Ligabue, morto nel 2001 (Luciano gli dedica la canzone Tu che conosci il cielo alcuni mesi dopo), e di Rina Iotti, nonché fratello maggiore di Marco.
Nipote di Marcello Ligabue (1897-1972), eroe emiliano della Resistenza, dopo aver conseguito il diploma di ragioneria svolge i lavori più disparati, tra cui quello di bracciante agricolo e di operaio metalmeccanico, quindi ragioniere, conduttore radiofonico nell'emittente cittadina, commerciante, promoter, calciatore (nelle serie inferiori) e consigliere comunale a Correggio (venendo eletto come indipendente nelle liste del PCI). Appassionato di calcio, ha da sempre dichiarato di essere tifoso dell'Inter.

## Carriera musicale

### Le origini e i primi successi
Nel 1978 scrive la sua prima canzone, Cento lampioni, che però non venne mai pubblicata, e nel 1986 fonda insieme ad alcuni amici il gruppo musicale amatoriale Orazero, che prende il nome da un suo brano e con il quale dal 1987 partecipa a diversi concorsi provinciali e nazionali con brani originali come Sogni di rock 'n' roll, Anime in plexiglass, Sarà un bel souvenir, Bar Mario e Figlio d'un cane.
La prima traccia "ufficiale" di Ligabue risale al 1988, anno di incisione, insieme agli Orazero, di Anime in plexiglass/Bar Mario. Il singolo vede la luce in seguito alla vittoria in un concorso musicale locale per gruppi con base a Reggio Emilia dal nome Terremoto Rock.
Viene scoperto da Pierangelo Bertoli, che include il suo brano Sogni di rock 'n' roll in un suo album, Tra me e me, nel 1988 e l'anno successivo Figlio d'un cane nell'album Sedia elettrica e, sempre nel 1989, lo propone al suo produttore Angelo Carrara per incidere un disco, Ligabue, che uscirà nel maggio 1990 e che originariamente era intitolato "... E non è obbligatorio essere eroi". Per realizzare il suo album d'esordio Ligabue si avvale della collaborazione del suo nuovo gruppo, i Clan Destino, il quale curerà insieme a lui gli arrangiamenti dei brani, stando anche al suo fianco nei concerti e nei successivi lavori in studio di registrazione. Nello stesso anno il cantante partecipa al Festivalbar 1990 col pezzo Balliamo sul mondo, ricevendo il Disco verde, premio destinato al migliore cantante emergente della kermesse. In giugno parte inoltre il Neverending Tour.

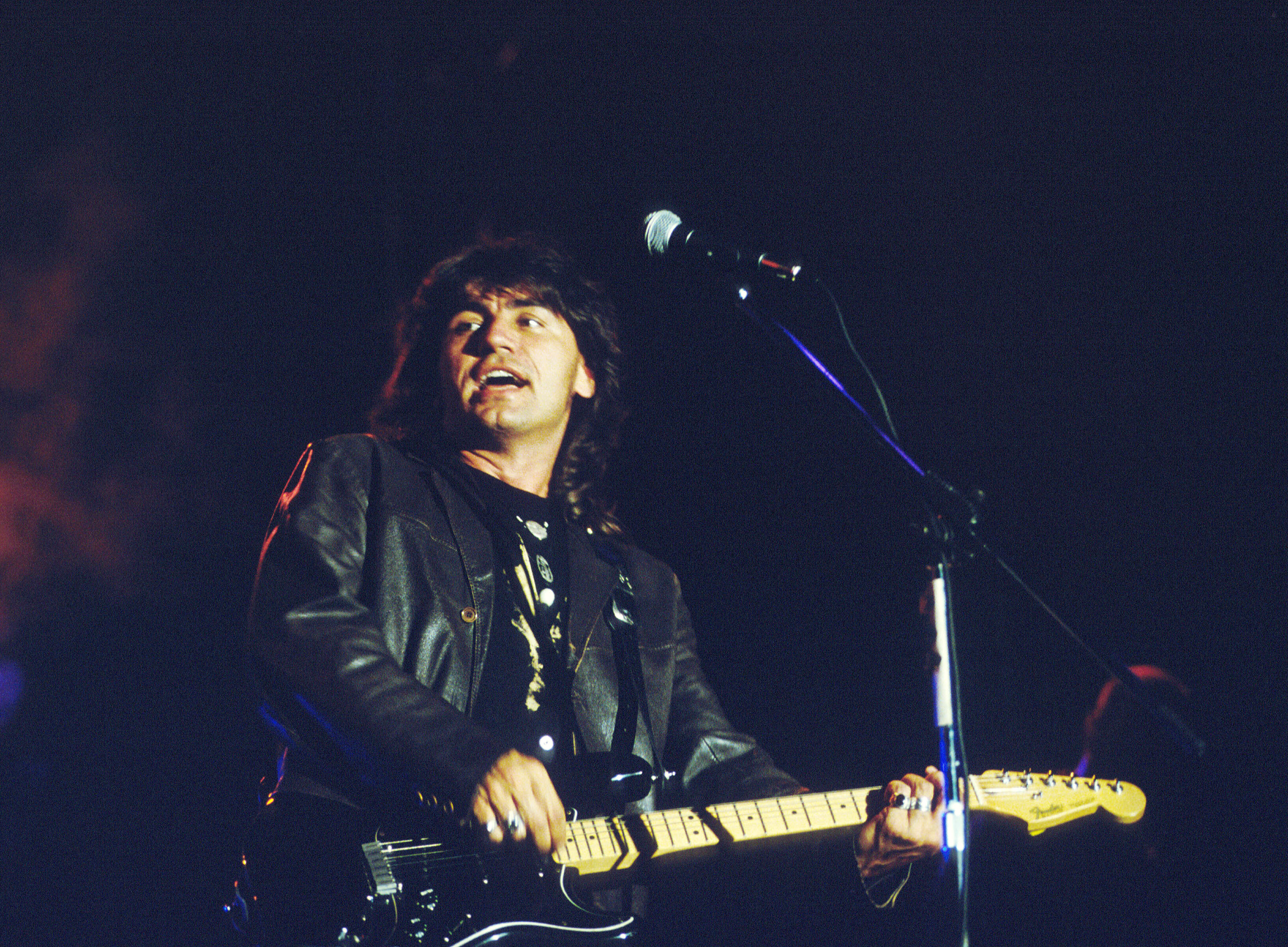
Ligabue nel 1991 in concerto a Venezia durante il Neverending Tour

È del settembre 1991 l'uscita del secondo disco, Lambrusco coltelli rose & pop corn, che ripete il successo dell'album d'esordio, trainato da singoli come Libera nos a malo e Urlando contro il cielo.
Nel luglio del 1992 si esibisce per la prima volta al Montreux Jazz Festival. Nello stesso anno comincia la sua collaborazione con il Club Tenco per il quale partecipa ad alcune pubblicazioni e incide il brano Variazioni su temi tzigani in omaggio al poeta e cantautore russo Vladimir Semënovič Vysockij. Allo stesso periodo risale anche la sua prima apparizione come produttore, più precisamente nella traccia Male non farà dell'album Storie per vivere degli emergenti Timoria, aventi allora come cantante Francesco Renga; gli stessi Timoria seguiranno ed apriranno i concerti di Luciano per tutto l'anno. Il 14 novembre si tiene il primo raduno del fan club all'Italghisa di Reggio Emilia, con ospite Zucchero Fornaciari.

### La crisi (1993-1994)
Il terzo album, Sopravvissuti e sopravviventi, esce nel 1993 e viene registrato ancora assieme ai Clan Destino. Questo album, con una qualità della registrazione più elevata dei precedenti, vuole consacrare definitivamente l'artista. Il disco, però, non viene apprezzato come i precedenti, soprattutto dalle radio, per le quali verrà estratto solo il singolo Ho messo via. Anche in ragione dei temi, più intimisti e oscuri, le vendite ne risentono. Successivamente rivalutato dai fan, appena pubblicato causa all'autore un periodo critico, dopo il quale il rocker reggiano rompe con produttore e band.
Nel 1994 pubblica A che ora è la fine del mondo?, il suo quarto album, contenente 8 pezzi che Ligabue definisce "schegge sparse". La traccia d'apertura è una cover di It's the End of the World as We Know It (And I Feel Fine) degli R.E.M., che diventa A che ora è la fine del mondo? con un testo che evoca il ruolo assunto dalla televisione nella vita delle persone prendendo spunto dalla vittoria elettorale dell'allora presidente della Fininvest, Silvio Berlusconi. Le altre canzoni sono vecchie B-sides, le due versioni di Gringo ('91 e '94), L'han detto anche gli Stones, cantata con gli allora semisconosciuti Negrita, e la ballata Male non farà scritta da lui ma già incisa dai Timoria; vi è poi Fuoritempo, anche questa scritta da lui stesso ma già incisa dai Rats, e una versione live di Urlando contro il cielo. In questo album è presente inoltre Cerca nel cuore, scritta a 4 mani con l'allora tastierista dei Clan Destino Gianfranco Fornaciari.
Nello stesso anno, insieme a Valerio Soave, fonda l'etichetta Mescal, che diverrà poi tra le più attive nel panorama rock italiano, producendo i primi lavori di La Crus, Massimo Volume, Modena City Ramblers e Stefano Belluzzi.

### La consacrazione e il primo tour negli stadi (1995-1997)
La svolta nella carriera di Luciano Ligabue arriva nel 1995, con la pubblicazione di Buon compleanno Elvis, il disco che renderà popolare il cantante emiliano nel panorama musicale italiano. Quasi tutti i pezzi di questo album, che presenta delle sonorità molto vicine ad un rock'n'roll di stampo americano, diventeranno, infatti, classici del suo repertorio e sfonderanno tra il pubblico giovanile, a partire da Vivo, morto o X e Hai un momento, Dio?, passando per Leggero fino ad arrivare a Certe notti, brano vincitore della Targa Tenco come miglior canzone dell'anno. Il disco, considerato dai più come il vertice compositivo dell'artista, venderà oltre 1 200 000 copie, ricevendo il Disco di platino europeo IFPI e vincendo tre premi all'allora "Premio Italiano della musica PIM".
Nel 1996 si esibisce al Pavarotti & Friends con un'insolita versione di Certe notti, duettando con Luciano Pavarotti. Dello stesso anno è la sua seconda partecipazione al Montreux Jazz Festival, questa volta con l'ex Rolling Stones Mick Taylor come special guest, con cui esegue anche alcune cover.
Il momento d'oro del cantante continua nel 1997 con la pubblicazione di Su e giù da un palco, doppio disco registrato dal vivo con l'aggiunta di tre inediti: Il giorno di dolore che uno ha (nel disco 1), Tra palco e realtà e Ultimo tango a Memphis, quest'ultima cover di Suspicious Minds di Elvis Presley (nel disco 2). Anche questo album, nel 2006, sfonda il muro del milione di copie vendute, ed è il primo live italiano a raggiungere questo risultato.
Nell'estate dello stesso anno tiene il suo primo tour negli stadi, Il Bar Mario è aperto, avente come prima tappa lo stadio Giuseppe Meazza di Milano.

### Il debutto sul grande schermo conRadiofreccia(1998)
Il 1998 pubblica la colonna sonora del suo primo film da regista Radiofreccia, contenente tra le altre Ho perso le parole, Metti in circolo il tuo amore e Siamo in onda. Il secondo CD dell'opera è una raccolta di brani stranieri inseriti nel film; sono presenti artisti come David Bowie, Iggy Pop, Lou Reed, Lynyrd Skynyrd che rappresentano il retroterra musicale e la fonte di ispirazione del cantante, insieme a cantautori come Bob Dylan e Neil Young.

### Il mio nome è mai piùeMiss Mondo(1999)
Nel 1999, insieme a Jovanotti e Piero Pelù, incide Il mio nome è mai più, brano pacifista dal quale viene prodotto un singolo il cui ricavato va in beneficenza: i tre si firmano LigaJovaPelù. Pubblico e critica si dividono tra chi plaude l'iniziativa e chi invece sottolinea la retorica e il presunto antiamericanismo del pezzo e del video annesso, che comunque risulterà il più venduto dell'anno.

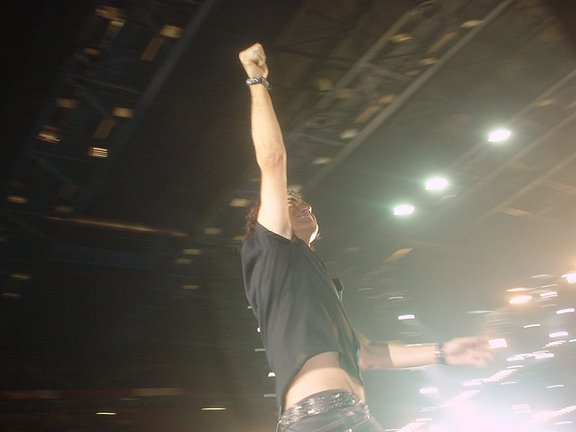
Ligabue durante il concerto Ellesette del 20 dicembre 2007

Nello stesso anno esce il sesto disco Miss Mondo, a quattro anni di distanza da Buon compleanno Elvis. Questo lavoro presenta alcuni nuovi spunti, a partire dagli arrangiamenti, fino ad arrivare ai testi, che abbandonano la struttura del "racconto" e mirano diritti alla disillusione personale dell'artista, che si interroga su ciò che gli succede intorno. Anche quest'album è un successo grazie all'autobiografica Una vita da mediano, a Si viene e si va ed a Almeno credo. Il video di quest'ultima canzone riprende un celebre mini-film di Bob Dylan Subterranean homesick blues, registrato con la collaborazione e l'apparizione di numerosi artisti italiani, tra i quali la scrittrice Fernanda Pivano.
Sempre nel 1999 si esibisce a Dublino, davanti a una platea internazionale, agli MTV Europe Music Awards cantando L'odore del sesso tratta dal suo ultimo disco.

### I primi anni duemila

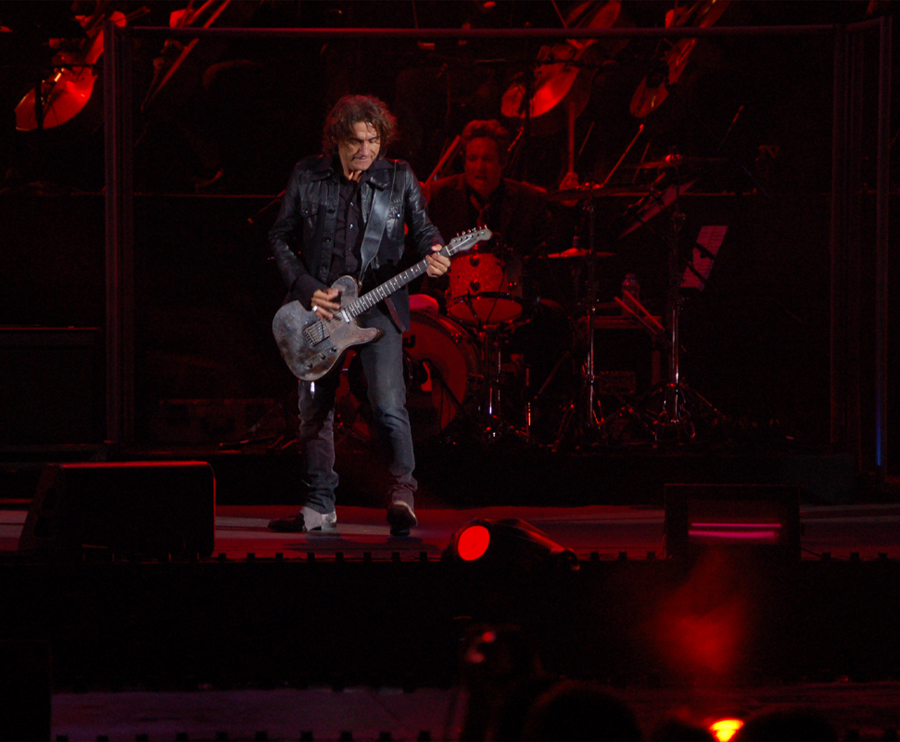
Ligabue suona all'Arena di Verona il 25 settembre 2008. Dietro di lui il batterista Michael Urbano

Nel 2000 scrive una canzone a quattro mani con Francesco Guccini (che, tra l'altro, ha recitato in Radiofreccia). Il pezzo, intitolato Ho ancora la forza viene incluso nell'album Stagioni di Guccini e riceve la Targa Tenco come miglior canzone dell'anno. Tale brano, inizialmente apparso solo in versione acustica su un CD per il fan club, verrà poi ripreso dallo stesso Ligabue, che ne modificherà alcune strofe e lo inciderà come brano inedito, per la raccolta Secondo Tempo nel 2008.
Nello stesso anno viene premiato con il Telegatto come miglior interprete dell'anno al concorso "Vota la voce" e riceve il "Premio Lunezia" per la canzone L'odore del sesso.
Al 2000 risale anche l'uscita del disco Barones dei Tenores di Neoneli, al quale Ligabue partecipa cantando, in lingua sarda e insieme ad Angelo Branduardi, il brano Ai cuddos.
Il primo album del nuovo millennio, Fuori come va?, del 2002, ricalca molti degli stilemi musicali percorsi negli anni precedenti e vede un ritorno alle origini del cantante. Grazie ai singoli Tutti vogliono viaggiare in prima, Questa è la mia vita ed Eri bellissima, il "Liga" vince il Festivalbar 2002 e riceve diversi premi (miglior artista maschile, miglior album e miglior tour) all'edizione degli Italian Music Awards organizzati dalla FIMI.
Nel 2003 esce il secondo album live, Giro d'Italia, registrato durante il tour teatrale che Ligabue ha tenuto con i suoi musicisti insieme a Mauro Pagani e al compianto D.Rad degli Almamegretta. Il disco presenta una rivisitazione semi-acustica di buona parte del repertorio dell'artista, molto apprezzata oltre che dal pubblico, anche dalla critica. All'album, infatti, è stato attribuito il Premio Ciampi come miglior album dell'anno. Di Giro d'Italia fu pubblicata anche una versione a tiratura limitata (50 000 copie più ulteriori 10 000 stampate dopo un anno) con un terzo CD bonus, che contiene, oltre a varie canzoni, dei reading e un monologo.

### Il primo Campovolo eNome e cognome(2005-2006)

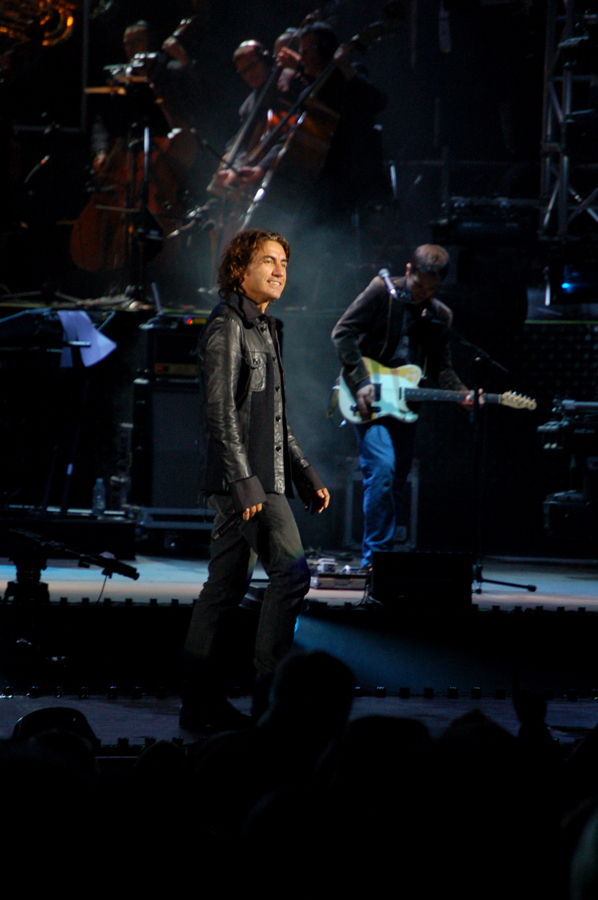
Ligabue all'Arena di Verona. Dietro di lui il chitarrista Niccolò Bossini ed una parte dell'orchestra di 70 elementi

Il 10 settembre 2005, per celebrare i 15 anni di attività e tornare sul palco dopo un'assenza durata circa 2 anni e mezzo, fatta eccezione per la partecipazione al Live8 presso il Circo Massimo di Roma il 2 luglio del 2005, si esibisce all'aeroporto "Campovolo" di Reggio Emilia di fronte a 165 264 spettatori paganti (fonte SIAE), all'epoca record europeo per un concerto a pagamento di un singolo artista. Su quattro differenti palchi, si esibisce insieme a La Banda (il gruppo che suona con lui da Buon Compleanno Elvis), ai Clan Destino e con Mauro Pagani. Lo show dura quasi tre ore. Tuttavia a causa di problemi audio nei pressi di uno dei 4 palchi, un numero imprecisato (nell'ordine di alcune migliaia) di spettatori decide di lasciare anzitempo il concerto. Pochi giorni dopo l'artista invia una lettera di scuse ai fan attraverso il suo portale Ligachannel.
L'ottavo disco, alcuni brani del quale erano stati presentati nel concerto-evento di Campovolo, viene intitolato Nome e cognome e pubblicato il 16 settembre dello stesso anno, proponendo testi sulla scia "intimista" (il titolo dell'album è, da questo punto di vista, una dichiarazione di intenti), mentre musicalmente delle sonorità molto vicine ad un rock anglosassone. In questo album sono presenti brani come Il giorno dei giorni, L'amore conta, Le donne lo sanno, Cosa vuoi che sia e Happy hour, con il quale Liga vince il Festivalbar 2006, e che viene scelto da Vodafone per gli spot pubblicitari dell'estate successiva.
Il 7 febbraio 2006 inizia il suo nuovo tour articolato in quattro parti: nel mese di febbraio il cantante emiliano si esibisce nei club, e per ricreare l'atmosfera degli inizi, si fa accompagnare dai Clan Destino, nel mese di marzo affronta i palazzetti con La Banda, durante l'estate gli stadi con La Banda e i Clan Destino, per poi tornare a ottobre nei teatri con parte della Banda e Mauro Pagani, e con Giovanni Allevi come ospite in alcune date. Per raccontare quest'esperienza esce Nome e cognome tour 2006, un cofanetto di cinque DVD che racchiude la registrazione di un concerto per ogni fase del tour e ulteriori contenuti speciali.
A marzo 2006 partecipa alla Cerimonia di apertura dei IX Giochi Paralimpici invernali di Torino 2006, dove si esibisce in mondovisione con Il giorno dei giorni.
Il 20 ottobre 2006 esce Gli ostacoli del cuore, brano scritto da Luciano espressamente per Elisa, con la quale duetta nella parte finale, e utilizzato come primo singolo estratto da Soundtrack '96-'06 della cantante giuliana. Ligabue realizza inoltre il videoclip di questa canzone come regista e vi appare anche come protagonista insieme alla stessa Elisa. A novembre gli viene attribuito, per la seconda volta, il Premio Ciampi.

### The best ofLiga

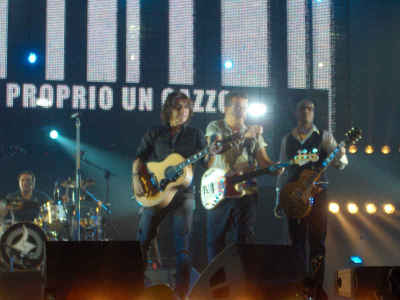
Ligabue durante il concerto Ellesette del 17 dicembre 2007

Nel settembre 2007 Ligabue annuncia il suo ritorno sul palco nei palasport, con il tour ElleSette: 7 concerti al PalaLottomatica di Roma nel mese di novembre e altri 7 al Datch Forum di Assago a Milano nel mese di dicembre. Il 16 novembre dello stesso anno viene pubblicata la prima parte del "best of" Primo tempo. L'album, direttamente al primo posto nelle classifiche contiene 16 successi del periodo 1990-1995 oltre ai due inediti Niente paura e Buonanotte all'Italia, e un DVD che raccoglie tutti i videoclip del periodo.
Nell'aprile del 2008 parte il suo European Tour/08 nei club delle maggiori città del vecchio continente. In occasione di questo tour e del Best of il nuovo produttore Corrado Rustici decide di rinnovare la band sostituendo Antonio Righetti e Roberto Pellati con Kaveh Rastegar e Michael Urbano, nonostante il parere riluttante di Ligabue. Nell'estate 2009 ripete l'esperienza europea, con un minor numero di date, ma in spazi più grandi, tra cui il prestigioso Olympia di Parigi.
Il 30 maggio viene pubblicato Secondo tempo, basato sulla produzione musicale dal 1997 al 2005. Il singolo di lancio della raccolta, Il centro del mondo, si somma ad altri due inediti: Ho ancora la forza, scritta con Francesco Guccini nel 2000, e Il mio pensiero. Anche in questo caso è presente un DVD con i videoclip realizzati nello stesso periodo temporale.

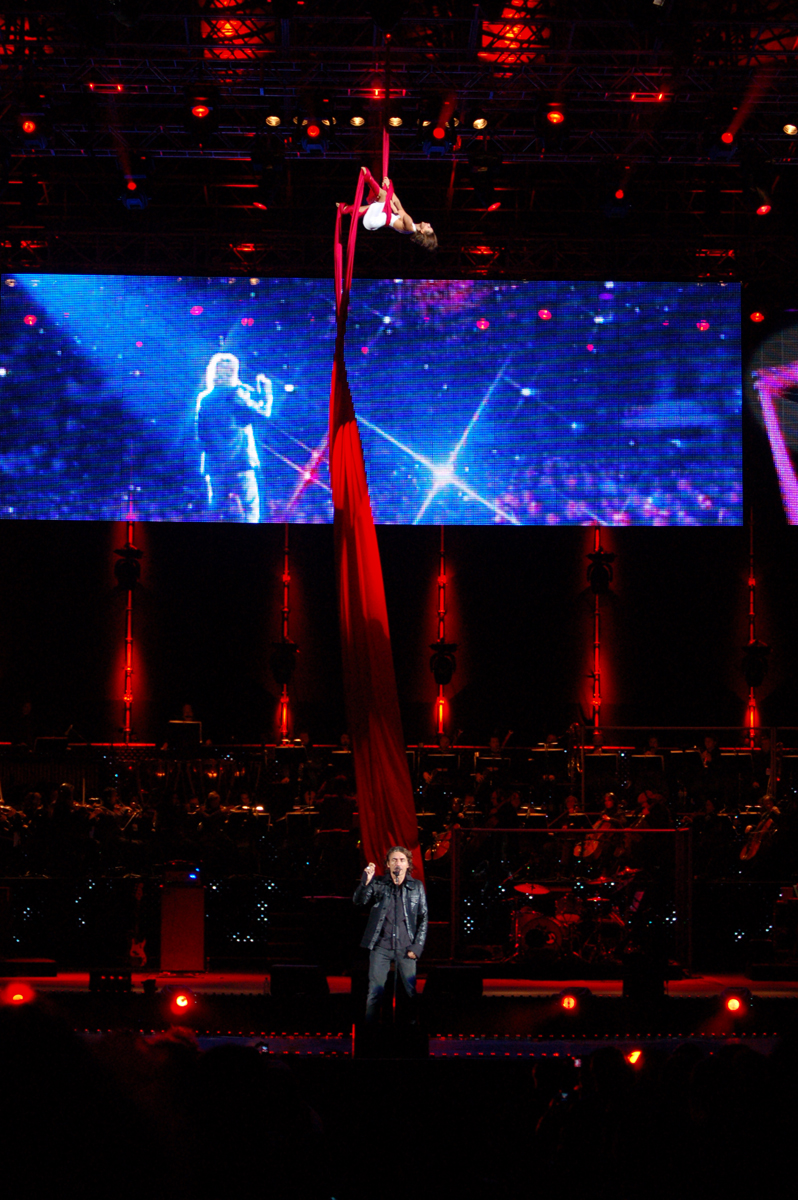
Ligabue all'Arena di Verona mentre canta Piccola stella senza cielo con la coreografia di Elena Burani, in alto, come nei concerti di ElleSette

Nell'estate 2008 Ligabue è protagonista con il suo nuovo tour ElleElle Stadi 2008 con otto concerti in sette città diverse d'Italia, mentre nell'autunno dello stesso anno, tra settembre e ottobre, si esibisce all'Arena di Verona in sette date, insieme ai 70 elementi dell'Orchestra sinfonica dell'Arena diretta dal maestro Marco Sabiu. Da questi spettacoli è stato tratto un album live, Sette notti in Arena, pubblicato il 5 giugno 2009, contenente un DVD con le riprese video dell'intero concerto e un CD con le sole canzoni che Ligabue ha cantato accompagnato dall'orchestra.
Dopo il successo dell'anno precedente Ligabue ripete l'esperienza all'Arena di Verona anche nel 2009; dopo un nuovo tour primaverile nei maggiori club europei, infatti, dal 19 settembre al 4 ottobre il cantante di Correggio tiene dieci date nell'anfiteatro veronese. I primi due concerti sono "Solo Rock'n'roll", ad esibirsi con Ligabue c'è la sola band per uno spettacolo prettamente rock e senza "infrastrutture multimediali"; parte dell'incasso sarà devoluto in beneficenza per il terremoto in Abruzzo. Nelle successive otto date (questa parte del tour verrà ribattezzata Sette Notti in Arena... non bastano, con riferimento al 2008) si esibirà accompagnato, come nel 2008, dall'Orchestra dell'Arena di Verona, diretta da Marco Sabiu.
In questa occasione Ligabue diventa il primo artista ad esibirsi per dieci date consecutive all'Arena di Verona con il record di oltre 140 000 spettatori presenti.

### Arrivederci, mostro!, il ritorno al Campovolo e altri progetti (2010-2012)

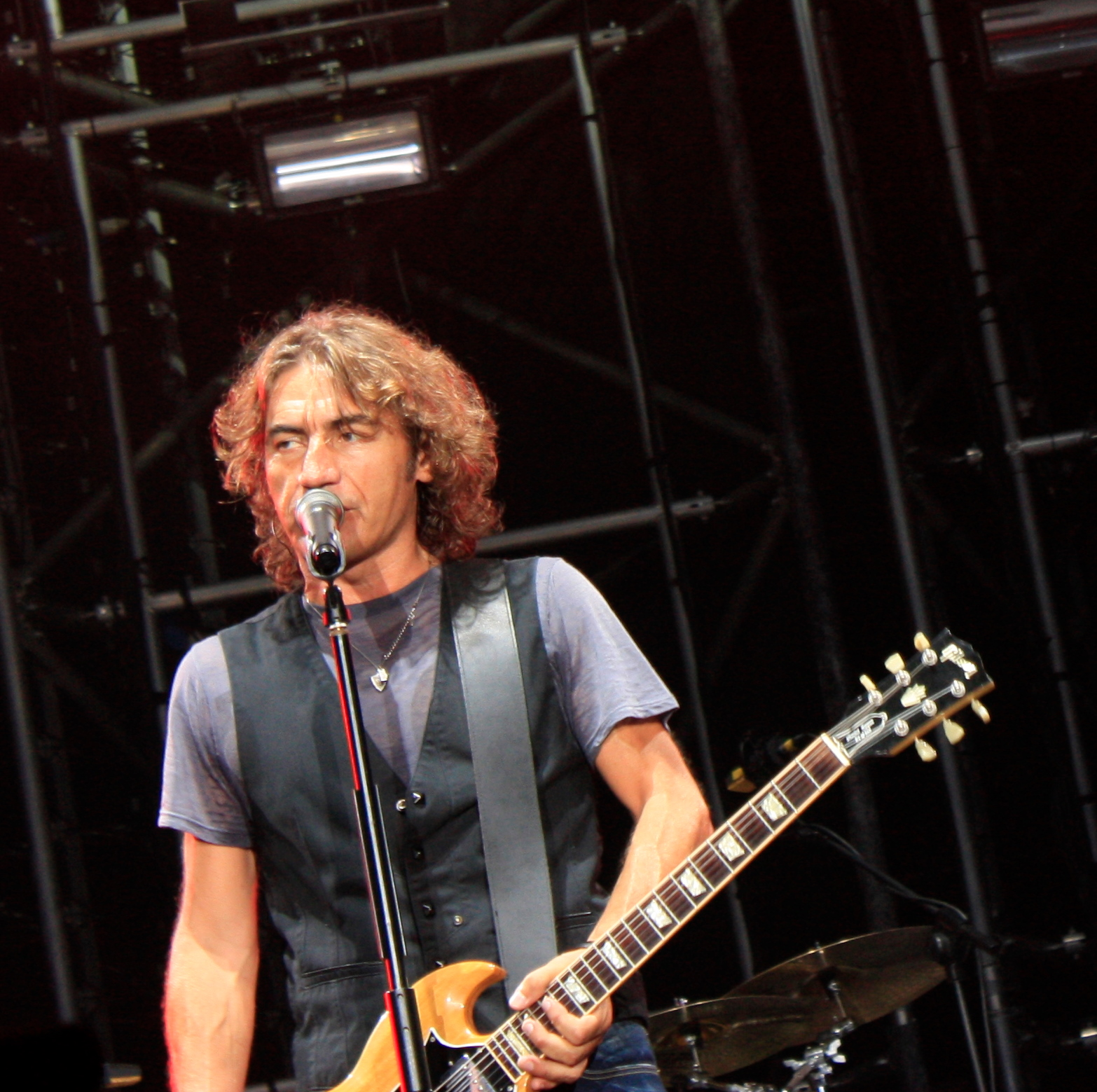
Ligabue in concerto nel 2010

A gennaio 2010 il cantante ha rivelato ai suoi fan di essere al lavoro sul nuovo album di inediti entro l'estate, con conseguente tour negli stadi. La pubblicazione è avvenuta l'11 maggio 2010, stesso giorno in cui vent'anni prima uscì il primo album, Ligabue.
Il 15 aprile 2010 si è svolto il Ligabue Day, ribattezzato Liga Day. Oltre 100 sale cinematografiche in tutta Italia hanno trasmesso il concerto live di Ligabue tenuto allo Stadio Olimpico di Roma nel 2008. La visione è stata anticipata da una diretta via satellite a schermi unificati, nella quale il cantante di Correggio ha regalato ai suoi fan un'intervista e l'ascolto in anteprima del nuovo singolo, Un colpo all'anima, in rotazione radiofonica dal giorno seguente ed estratto dal nuovo album Arrivederci, mostro!.

Ligabue, in un'intervista ha spiegato le motivazioni del titolo del nuovo album: 
La copertina del nuovo album riprende la foto di Erik Johansson Fishy Island.
In occasione del suo 50º compleanno, 13 marzo 2010, è stato pubblicato il testo di Nel tempo, anche questo brano presente nel nuovo album.
A poche ore dalla sua uscita il primo singolo del nuovo album, Un colpo all'anima, è entrato direttamente al primo posto della classifica dei brani più venduti online su iTunes e ha debuttato alla prima posizione della classifica ufficiale singoli FIMI.
Il nuovo album è arrivato immediatamente al vertice delle classifiche degli album nei negozi e in download digitale, ed è rimasto per molte settimane a cavallo tra il primo e il secondo posto.
Il 9 luglio è partito il nuovo tour "Ligabue: Stadi 2010". Il tour estivo si è concluso il 18 settembre, dopo tre concerti al PalaOlimpico di Torino. In altri palasport è stato eseguito il tour invernale a dicembre.
Il 30 novembre 2010 è uscito il cofanetto Arrivederci, mostro! (Tutte le facce del mostro), contenente, oltre alla versione originale dell'album, anche un'edizione acustica degli stessi brani e un DVD live che ripercorre la prima parte di tour, con una canzone per ogni città visitata. In seguito all'uscita della versione acustica dell'album e ad alcuni accenni ad una tournée teatrale, il 14 dicembre sono state rese note le date del nuovo tour: in ogni città visitata tra gennaio e marzo 2011 ci saranno uno o più concerti, ogni sera in un teatro diverso.
Concluso il tour a marzo 2011 e dopo un nuovo Ligabue Day il 23 marzo 2011, Ligabue ha deciso di esibirsi in un unico concerto nel resto dell'anno tornando all'Aeroporto di Reggio Emilia il 16 luglio, sei anni dopo la prima volta. Il nuovo concerto è stato chiamato Campovolo 2.0.
In questa occasione, l'area del concerto è stata predisposta per un numero di spettatori limitato a 117 060, per evitare problemi tecnici e per agevolare l'afflusso e il deflusso del pubblico. In questo caso è stato allestito un solo palco, lungo 80 metri e dotato di 600 m² di schermi giganti. Erano disponibili inoltre: un'area dove montare le tende per la notte, un enorme parcheggio e uno spazio allestito appositamente per i fan: il LigaVillage. Dal concerto verrà tratto un disco, Campovolo 2.011, che verrà pubblicato il 22 novembre 2011, e un film in 3D, in programmazione nelle sale dal 7 dicembre dello stesso anno.
La settimana successiva al concerto Campovolo 2.0 ben 14 album incisi da Ligabue sono entrati nella Classifica FIMI Album, cinque dei quali tra i primi 15 posti. Nel frattempo, nella classifica DVD, ai primi 10 posti si posizionano 3 suoi DVD.
Il 21 novembre è uscito in tutte le radio Ora e allora, singolo che ha anticipato l'uscita dell'album live Campovolo 2.011, pubblicato il 22 novembre sia nei negozi tradizionali (in versione 3 CD) e digital store e il 6 dicembre in versione 4 LP. Il CD debutta direttamente al primo posto della classifica FIMI e contiene tre inediti (M'abituerò, Sotto bombardamento e Ora e allora, tutti estratti come singoli), i primi due dei quali suonati anche a Campovolo.
A giugno del 2012 Ligabue decide di aderire insieme a 16 artisti italiani al Concerto per l'Emilia, che si è tenuto a Bologna il 25 giugno allo Stadio Renato Dall'Ara per raccogliere fondi per aiutare le popolazioni colpite dal sisma.
Inoltre sarà uno degli organizzatori del mega-concerto benefico Italia Loves Emilia il 22 settembre 2012 al Campovolo di Reggio Emilia, a cui aderiranno molti fra i più importanti artisti italiani.
Nel 2012, nei mesi di maggio e luglio, Ligabue ha tenuto un breve tour, formato da 5 date fra Italia ed Europa: 25 maggio a Londra, 5 luglio a Locarno, 7 luglio a Cividale del Friuli, 17 luglio a Taormina e il 20 luglio a Napoli. Queste cinque date sono state un'occasione per eseguire alcuni brani che non venivano suonati da anni, tra cui: Almeno credo, A.A.A. Qualcuno cercasi, Lo zoo è qui, Miss mondo '99, Il campo delle lucciole, Nato per me, Hai un momento, Dio?, Freddo cane in questa palude e Angelo della nebbia.

### MondovisioneeGiro del Mondo(2013-2015)
Nel 2013 Ligabue si esibisce dal vivo in concerto all'Arena di Verona il 16, 17, 19, 20, 22 e 23 settembre, oltre ad annunciare per la fine dell'anno la pubblicazione di un nuovo disco d'inediti e un tour negli stadi per l'anno successivo. Dopo averne annunciato già a luglio la tracklist, il 26 novembre 2013 esce il disco Mondovisione, anticipato dal singolo Il sale della Terra (pubblicato il 5 settembre 2013), a cui segue Tu sei lei, presentato 2 giorni prima del lancio dell'album durante la trasmissione televisiva Che tempo che fa. L'album esordisce alla prima posizione della classifica FIMI, dove rimane per 4 settimane consecutive, raggiungendo 7 dischi di platino per le oltre 350 000 copie vendute. Parlando del suo nuovo album, dice:
«Ho sempre scritto canzoni sentimentali, e questa volta è uscito il lato un po' rabbioso di me. Non sono riuscito a trattenermi, e questo è forse un male, perché si sa: è facile trasmettere rabbia attraverso le canzoni, e in questo momento ce n'è già troppa tra la gente. Volevo infondere coraggio, speranza e autodeterminazione. [...] Abbiamo iniziato a lavorarci più di un anno e mezzo fa: come sempre, le canzoni sono state scritte di getto, ma è stato necessario un gran lavoro in studio, fra pizzichi e bocconi, per trovare il suono che stavamo cercando. [...] Mi piacerebbe molto che fosse un disco che tenga compagnia, che ci sia ogniqualvolta una persona ne senta il bisogno. Sono sempre stato appassionato di certi libri, di certi film, però credo che la canzone abbia un potere che, fortunatamente, non è decriptabile. Se non fosse così, ogni canzone sarebbe un successo. È molto bello che una cosa pensata da qualcuno possa in qualche modo finire cantata dalle persone più disparate, possa raccontare le loro storie. Per questo mi son sempre piaciute e sempre mi piaceranno.»
Nel frattempo partecipa come ospite d'eccezione al Festival di Sanremo 2014, aprendo la kermesse con la cover di Crêuza de mä in omaggio a Fabrizio De André ed esibendosi durante l'ultima serata con quattro brani del suo repertorio (Certe notti, Il giorno di dolore che uno ha, Il sale della terra e Per sempre).
Il 5 marzo 2014 Ligabue annuncia il Mondovisione Tour, diviso in due fasi, il Mondovisione Tour - Piccole città 2014 e il Mondovisione Tour - stadi 2014. Il 27 marzo la tournée parte da Correggio. Accogliendo l'invito ricevuto da parte del Comune di Reggio Emilia, compone 3 brani strumentali (Edison, Di passaggio e Sotto il cielo di Reggio) ispirati e dedicati al nuovo Palazzo dei Musei, progettato dall'architetto Italo Rota, che fungono da accompagnamento ai visitatori, ai quali è dedicata un'apposita sezione, come "installazione acustica". Dopo Mondovisione Tour - Piccole città 2014, il 30 maggio parte il Mondovisione Tour Stadi 2014 che farà registrare il tutto esaurito sin dalle prime tappe a Roma, a Milano e a Catania. Durante l'estate, inoltre, inizia a circolare la notizia di una possibile collaborazione con Francesco De Gregori per una canzone da inserire nel nuovo album del cantautore di pezzi vecchi ricantati chiamato Vivavoce, in uscita in autunno. La notizia viene confermata a inizio settembre quando, in uno speciale sul cantante di Correggio trasmesso su Rai Uno appare anche De Gregori con cui viene cantata Alice del cantante romano.
Dopo un breve tour in alcuni club e teatri in America, Australia ed Estremo Oriente tra il 2014 ed il 2015, l'11 marzo 2015 Ligabue annuncia l'uscita di un nuovo album live intitolato Giro del mondo contenente quattro inediti, tra cui C'è sempre una canzone e A modo tuo, scritte dallo stesso e interpretate rispettivamente da Luca Carboni e Elisa, completamente riarrangiati. L'album è uscito il 14 aprile ed è a testimonianza del Mondovisione Tour.
Il 22 agosto 2015, accogliendo l'invito del maestro concertatore Phil Manzanera, partecipa al concerto finale de La Notte della Taranta, a Melpignano, dove esegue due brani della tradizione salentina (Ndo ndo ndo e Beddha ci dormi) e due brani del suo repertorio riarrangiati per l'occasione (Il muro del suono e Certe notti). L'esibizione è accompagnata dai musicisti dell'orchestra popolare e dagli altri ospiti internazionali: Paul Simonon (storico bassista dei Clash), Tony Allen, Raul Rodriguez e Anna Phoebe, oltre che dallo stesso Manzanera, nonché da Federico Poggipollini e Luciano Luisi.

### Campovolo 2015 e Liga Rock Park
Il 6 maggio 2015 Ligabue annuncia alla stampa il suo ritorno live al Campovolo di Reggio Emilia in occasione del venticinquesimo anno di carriera, nonché del ventesimo anniversario dalla pubblicazione di Buon compleanno Elvis, l'album della definitiva consacrazione.
Il 19 settembre 2015, allestito un palco di 700 m² e un mega-schermo di 780 m², Ligabue si esibisce davanti a 151 395 spettatori in un concerto di oltre tre ore e mezza, eseguendo integralmente Ligabue del 1990 con i ClanDestino e Buon compleanno Elvis con La Banda, oltre ad alcuni dei successi tratti da Mondovisione e Giro del mondo accompagnato da il Gruppo composto da Luciano Luisi, Federico Poggipollini, Nicolò Bossini, Michael Urbano e Davide Pezzin. L'incasso del concerto, oltre 7 milioni di euro, è uno dei maggiori nella storia degli eventi musicali in Italia e secondo dietro al concerto Modena Park 2017, record assoluto con un incasso totale di oltre 12 milioni di euro, tenuto dal cantautore Vasco Rossi il 1º luglio 2017 a Modena.
Il 22 settembre 2015 Ligabue è uno degli ospiti del concerto evento Rimmel 2015 di Francesco De Gregori all'Arena di Verona, in cui duetta con il cantautore romano e con altri ospiti, fra cui Giuliano Sangiorgi ed Elisa.
Per il 2016 Ligabue annuncia un concerto il 24 settembre (a cui si aggiungerà una seconda data il 25) presso il Parco di Monza. L'evento, denominato Liga Rock Park, intende portare l'esperienza di Campovolo nel parco del comune brianzolo, in occasione dei venticinque anni di una delle sue canzoni più amate, Urlando contro il cielo.
Proprio durante il Liga Rock Park viene registrato uno speciale, poi in onda su FOX e FOXLife, che racchiude una parte del concerto svoltosi a Monza, durante il quale vengono suonati dal vivo quattro inediti dal successivo album in studio, ossia G come giungla, La vita facile, Dottoressa e Ho fatto in tempo ad avere un futuro. Ai 2 concerti partecipano in totale oltre 115 000 persone.

### Made in Italy: album, tour e film (2016-2018)
Il 2 settembre e l'11 novembre 2016 escono i singoli G come giungla e Made in Italy, che anticipano il nuovo concept album Made in Italy in uscita il 18 novembre.
Viene successivamente realizzato un documentario riguardante il concepimento, la creazione, l'arrangiamento e la registrazione del disco. Verrà poi mandato in onda su FOX e FOX Life nella stessa serata della messa in onda del concerto-evento Liga Rock Park.
Il 6 ottobre 2016 vengono annunciate le prime date del tour che Ligabue terrà nel 2017, successivamente incrementate. Il tour, che avrà luogo nei palasport, sarebbe dovuto partire dalla data zero di Jesolo il 1º febbraio, ma a causa di un edema alle corde vocali che ha colpito il cantante, l'inizio è stato rinviato al 14 febbraio ad Acireale. Il 14 marzo, tuttavia, durante il concerto al Mediolanum Forum di Assago, il cantante avverte nuovamente un problema alle corde vocali, interrompendo più volte il concerto. Da successive visite mediche emerge che Ligabue soffre di un polipo intracordale alla corda vocale sinistra, ed è quindi obbligato a subire un'operazione chirurgica e ad un periodo di riposo di alcuni mesi. Le rimanenti tappe del tour sono rinviate a settembre, ottobre e novembre.
Durante il periodo di riposo dirige il suo terzo film, Made in Italy, ispirato all'omonimo disco uscito nel 2016 e le cui riprese sono iniziate il 12 giugno e sono durate sette settimane, terminando il 29 luglio 2017, con protagonisti Stefano Accorsi e Kasia Smutniak; è infine uscito nei cinema il 25 gennaio 2018.
Ligabue, nella successiva ripresa del tour, concederà agli spettatori durante il concerto di vedere in anteprima alcune scene del film in attesa della sua uscita. Il 4 settembre 2017 riparte definitivamente il Made in Italy tour 2017 che terminerà il 4 novembre a Cagliari per un totale di 52 date in 26 palasport italiani.

### Starte tour negli stadi (2019)
Dopo un anno di pausa l'11 gennaio 2019 Ligabue pubblica un nuovo singolo, Luci d'America, prodotto da Federico Nardelli, annunciando la pubblicazione l'8 marzo del dodicesimo album in studio dal titolo Start. A ciò segue inoltre il ritorno negli stadi italiani. Lo stesso 8 marzo ha pubblicato il secondo singolo Certe donne brillano. Il 24 maggio esce il singolo Polvere di stelle, canzone con la quale aprirà i concerti negli stadi nei mesi di giugno e luglio. Il 27 maggio è ospite in piazza Duomo a Milano a "Radio Italia Live - Il concerto" suonando Certe donne brillano seguita da un medley pieno di classici del suo repertorio: Questa è la mia vita, Piccola stella senza cielo, Happy Hour, Tra palco e realtà e Urlando contro il cielo.

### Campovolo 2022: 30 anni in un giorno, 7 e 77+7 e l'Europa
L'11 novembre dello stesso anno il rocker pubblica sui social l'annuncio del ritorno al Campovolo per festeggiare i 30 anni di carriera. Ligabue inaugurerà la nuova location denominata RCF Arena, ricavata ristrutturando ad hoc l'area che aveva ospitato in precedenza tanti eventi live (tra cui il suo primo Campovolo nel 2005 e l'Italia Loves Emilia da lui organizzato nel 2012). L'evento, inizialmente fissato per il 12 settembre 2020, in seguito all'emergenza sanitaria causata dal COVID-19 è stato dapprima riprogrammato per il 19 giugno 2021, poi, a seguito del perdurare dell'emergenza sanitaria, per il 4 giugno 2022. Nel febbraio del 2020 annuncia un tour europeo, a più di dieci anni di distanza da quello precedente, tenutosi nel 2009. Erano previste inizialmente sette date, ma sempre per questioni legate al COVID-19 ne vengono annullate tre e le rimanenti vengono rimandate al 2022 (dal 26 al 31 ottobre rispettivamente a Barcellona, Bruxelles, Parigi e Londra).
Sempre alla RCF Arena Luciano presenta in anteprima su Rai 1 il singolo La ragazza dei tuoi sogni, che anticipa il nuovo album 7 e il cofanetto di 77 singoli "77+7", pubblicati il 4 dicembre successivo. Inoltre per fare una sorpresa ai fan, nello stesso luogo registra una versione dal vivo di Urlando contro il cielo con le band che hanno suonato con lui in 30 anni di carriera e che quel giorno lo avrebbero accompagnato nel concerto di Campovolo. Il 20 novembre 2020 esce Volente o nolente, secondo singolo estratto, cantato in duetto con Elisa, basato su un provino di 14 anni prima. Il 5 febbraio 2021 esce come terzo singolo Mi ci pulisco il cuore, mentre il 23 aprile Essere umano come quarto.
Nell'aprile del 2022 annuncia il ritorno all'Arena di Verona per tre concerti, aumentati poi a sette, che si terranno tra il 27 settembre e il 6 ottobre.
Il 4 maggio, a un mese di distanza dal concerto a Campovolo, pubblica a sorpresa un nuovo singolo, Non cambierei questa vita con nessun'altra.
Il 4 giugno 2022 Ligabue celebra la festa per i suoi trenta (+2) anni di carriera alla RCF Arena di fronte a 103.000 spettatori in un concerto di 3 ore insieme anche a vari ospiti: Loredana Bertè, Eugenio Finardi, Francesco De Gregori, Gazzelle, Elisa e Mauro Pagani. Questo concerto è raccontato nel documentario Ligabue - 30 anni in un giorno, diretto da Marco Salom, che esce nelle sale italiane il 20, 21 e 22 marzo 2023 confermandosi sempre in testa al box office.
Il rocker di Correggio duetta con Enzo Avitabile nel singolo Salvami uscito il 29 luglio 2022.
Il 16 settembre 2022 esce il nuovo singolo Il tempo è una bugia dove collabora con la band indie-rock Fast Animals and Slow Kids.
Nel corso dell'ultima data all'Arena di Verona (trasmessa in diretta su RTL 102.5) Ligabue stesso annuncia il ritorno negli stadi nell'estate 2023, con due concerti: allo Stadio San Siro di Milano il 5 luglio e allo Stadio Olimpico di Roma il 14 luglio.
Il 30 ottobre poche ore prima del concerto al Bataclan di Parigi, il cantante annuncia che deve rimandare le due date del tour europeo perché è risultato positivo al COVID-19.
Le date di Parigi e Londra, previste per il 30 e 31 ottobre 2022, sono state riprogrammate per il 10 e 11 gennaio 2023 nelle rispettive location.

### Il ritorno negli stadi,RideraieDedicato a noi(2023)
Il 28 aprile 2023 è stato pubblicato Riderai, il singolo che anticipa il nuovo disco di inediti, previsto per settembre e intitolato Dedicato a noi, e due concerti a sorpresa al Largo Venue di Roma il 27 aprile e ai Magazzini Generali di Milano il 28 aprile, data di uscita del nuovo brano. Verrà suonato nelle due date previste negli stadi assieme alla canzone intitolata Così come sei, tratta dal nuovo album.
Il 1º maggio fa il suo ritorno dopo 17 anni sul palco del Concerto del Primo Maggio in Piazza San Giovanni a Roma.
Il 24 giugno partecipa al concerto di beneficenza Italia Loves Romagna alla RCF Arena di Campovolo a Reggio Emilia per raccogliere fondi destinati alle vittime delle alluvioni in Emilia-Romagna avvenute poche settimane prima.
Tra i concerti di Milano e Roma, Ligabue suona davanti a circa 100.000 persone, rispolverando alcuni brani che non suonava da diverso tempo come Per sempre, Lettera a G, Salviamoci la pelle, I duri hanno due cuori e Il peso della valigia. 
Il 25 agosto esce il nuovo singolo Una canzone senza tempo.
Il 22 settembre esce Dedicato a noi, il nuovo album di inediti a cui seguirà un tour nei palasport annunciato in estate, partendo il 9 ottobre dall'Arena di Verona, girando poi tutta l'Italia. Così come negli stadi, Ligabue ne approfitterà per ripescare canzoni che erano molto richieste dal pubblico, come Sarà un bel souvenir, Almeno credo, Voglio volere, Siamo chi siamo, Lambrusco & popcorn e Viva.
A dicembre conclude il tour all'Hallenstadion di Zurigo e in Sardegna, al Festival di Capodanno del Cap d'Any di Alghero.

### Il ritorno nei teatri (2024)
Nel giorno del suo compleanno Ligabue annuncia a sorpresa un tour per chiudere il ciclo di Dedicato a noi nei principali teatri lirici d'Italia (13 anni dopo l'ultima volta, nel 2011), previsto inizialmente in primavera. A causa di un infortunio rimediato al piede e al ritiro dalle scene di Claudio Maioli (suo storico manager), viene riorganizzato per l'autunno, da inizio ottobre a fine novembre, cominciando direttamente in casa in una doppia data zero a Correggio, per concludere a Milano. Come nel 2003 e nel 2006, è strutturato in due tempi con in mezzo un intervallo e a cavallo tra alcune canzoni dei momenti lettura tratti da Una storia, la sua autobiografia pubblicata nel 2022 in occasione dei 30 anni di carriera. Ligabue si esibisce in 31 città senza raddoppi, proponendo (come fece già negli stadi e nei palazzetti) molti ripescaggi di brani richiesti dal pubblico che non suonava da molti anni, come Almeno credo, Angelo della nebbia, Atto di fede, Camera con vista sul deserto, Caro il mio Francesco, Chissà se in cielo passano gli Who, Da adesso in poi, Kay è stata qui, Mai dire mai, Metti in circolo il tuo amore, Non dovete badare al cantante, Sono qui per l'amore, Sono sempre i sogni a dare forma al mondo, Tu che conosci il cielo, Tutte le strade portano a te, Un figlio di nome Elvis, Walter il mago e Taca banda, con il quale ha chiuso tutti i concerti del tour.
«Associo l’esibizione a teatro con qualcosa di veramente intimo. Ecco perché l’autobiografia, in cui ho “vuotato il sacco”, quindi lo farò anche a teatro leggendolo. [...] Per quanto riguarda la scaletta, terremo un’ossatura almeno per le prime date cambiando due o tre pezzi, cosa che ho già provato con il Tour nei palazzetti. Volevo ci fosse il gusto della sorpresa». 
Per la prima volta, dopo aver contribuito alle registrazioni dei suoi ultimi album, suo figlio Lenny lo accompagnerà in tour come batterista:
«Lenny suona come se suonasse con me da una vita…sono rimasto molto colpito di come abbia controllato le dinamiche. [...] A Nashville siamo rimasti a bocca aperta, una botta di energia incredibile, ormai l’industria musicale di chi suona è lì ..siamo andati a curiosare sulla storia. Tutto ciò che fa star bene è ispirazione».

### Campovolo 2025 e Caserta: La notte di Certe Notti
Nella notte tra il 29 e il 30 settembre, ancora prima di iniziare il tour nei teatri, attraverso un'iniziativa che comprendeva alcuni fan iscritti al fanclub e i giornalisti presso l'Autogrill di Fiorenzuola, Ligabue annuncia il ritorno nel 2025 alla RCF Arena Campovolo per un concerto evento che festeggerà i suoi 35 anni di carriera, i 20 anni del primo Campovolo (tenutosi nel 2005), i 30 anni di Buon compleanno Elvis e di conseguenza di Certe notti, il suo brano più celebre, in data 21 giugno. L'evento è stato nominato come La notte di Certe Notti, citando sia il brano stesso, che le serate che lo hanno visto protagonista all'Aeroporto di Reggio Emilia.
«C’erano tutte le condizioni per fare un altro Campovolo. Sapete tutti che per noi Campovolo è il posto delle nostre feste. A parte il 2011 sono sempre state occasioni per festeggiare delle ricorrenze speciali. [...] L’anno prossimo se ne assommano alcune. La prima è che sono 20 anni dal primo Campovolo, sono 30 anni da Buon compleanno Elvis e quindi per forza di cose anche i 30 anni da Certe Notti, che ho visto che è anche diventato il claim della festa. E quindi era scritto in qualche modo che facessimo questa festa. [...] Una volta che abbiamo deciso di farla, abbiamo avuto fretta anche di annunciarla. La cosa bizzarra è stato farlo prima di cominciare un tour che deve ancora partire.»
Il 30 novembre viene annunciato a sorpresa una seconda data per La notte di Certe Notti, in data 6 settembre 2025 alla Reggia di Caserta. Ligabue ha definito il suo concerto a Caserta un tributo a chi si impegna per raggiungere i grandi concerti:
«Campovolo è il posto in cui noi riusciamo a celebrare la fortuna di avere avuto dei momenti speciali della nostra carriera. Il privilegio del sottoscritto è quello di scendere sotto casa e trovarsi nel 'posto di lavoro'. [...] È da sempre stata un'esperienza speciale, accompagnata da una serie di cose che vanno oltre il concerto, che permettono di stare insieme. C'è però un problema, chi abita lontano da noi, si deve smazzare troppo per raggiungerci e quindi abbiamo pensato: perché non spostare tutto? Quindi tutto quello che esattamente c'è a Campovolo ci sarà a Caserta. [...] Grazie alle magie di Ferdinando Salzano e alla generosità della Sovrintendenza siamo riusciti ad avere questa fortuna insperata di poterlo fare nella Reggia di Caserta. Sapete tutti di che tipo di bellezza stiamo parlando. Quindi io personalmente sono solo felice dell'idea di poter fare anche questa cosa. Esattamente con gli stessi crismi del Campovolo originale, in così tanta bellezza, quindi io sono felice.»
L'evento di Caserta è stato annunciato da Ligabue stesso proprio all'interno dei cortili della Reggia in una diretta organizzata con RTL 102.5 insieme a Matteo Campese. 

## Altre attività
Esordisce come regista nel 1998 con Radiofreccia, storia leggermente autobiografica e intrisa di malinconia sull'ultimo giorno di trasmissioni di una radio privata, la cui vita trascorre pari passo con quella di un gruppo di amici. Il film viene presentato fuori concorso al Festival di Venezia, ottiene grandi consensi di critica e pubblico, e si aggiudica 3 David di Donatello (allo stesso Ligabue come miglior regista esordiente, a Stefano Accorsi come miglior attore protagonista e infine per la miglior colonna sonora), 2 Nastri d'argento, un Globo d'Oro e tre Ciak d'Oro.

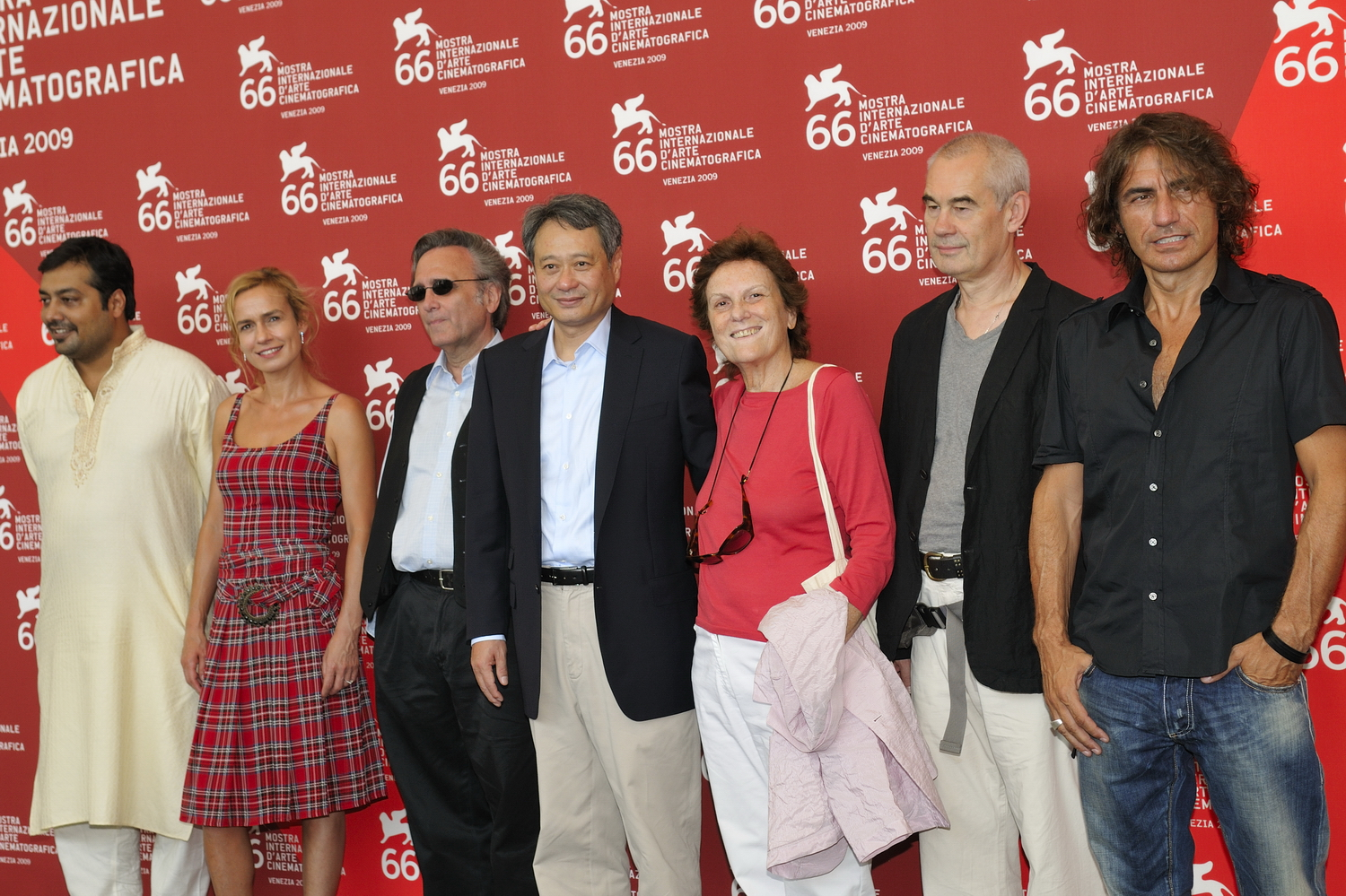
Ligabue con la giuria del 66º Festival del Cinema di Venezia

Il bis lo concede quattro anni più tardi con Da zero a dieci, storia generazionale su quattro amici che si ritrovano dopo vent'anni per un weekend a Rimini per fare il punto e assegnare un voto alle loro vite. Il film, selezionato per chiudere la Semaine de la critique al Festival di Cannes, non riscuote il successo di pubblico e critica della pellicola precedente e porta al regista solo la candidatura a un Nastro d'argento.
Nel 2003 viene premiato con la Grolla d'oro per la filmografia.
A inizio 2006 ottiene un importante riconoscimento internazionale per Radiofreccia: la pellicola viene proiettata negli Stati Uniti ed entra nell'archivio cinematografico permanente del MoMA, il Museo d'Arte Moderna di New York.
Il 16 novembre 2006 il Premio Videoclip Italiano, organizzato in collaborazione con l'Università IULM di Milano, dedica al cantautore una giornata dal titolo "Luciano Ligabue, artista totale: dal videoclip al cinema", nel corso della quale vengono proiettati i suoi film e tutta la sua videografia.
Nel novembre 2006 dirige anche il suo primo video musicale: è quello de Gli ostacoli del cuore, canzone da lui scritta per Elisa.
Il 27 maggio 2007 ha cantato allo Stadio di San Siro per le celebrazioni del quindicesimo scudetto dell'Inter, squadra di cui è tifoso.
Nel 2009 è uno dei 5 componenti della giuria, presieduta da Ang Lee, della 66ª Mostra internazionale d'arte cinematografica di Venezia che assegna il prestigioso Leone d'Oro.
Nel luglio 2010 è tra gli ospiti del Giffoni Film Festival, il festival annuale del cinema per ragazzi, dove tiene, di fronte a una giuria di teenager provenienti da 43 nazioni, la sessione quotidiana di Masterclass, al termine della quale gli viene conferito il "Premio Truffaut".
Sempre nel 2010, a settembre, torna nelle sale cinematografiche con il film-documentario Niente paura, diretto da Piergiorgio Gay, che racconta, attraverso le canzoni e i contributi dell'artista emiliano e le testimonianze di volti noti e non, la storia recente dell'Italia.
Il 23 novembre gli è stato consegnato al Palazzo del Quirinale, dal Presidente della repubblica Giorgio Napolitano, il Premio De Sica per la sua attività di regista.
Il 7 dicembre 2011 è uscito nelle sale cinematografiche Campovolo 2.0 - Il film 3D, pellicola girata durante il concerto evento del 16 luglio 2011 all'aeroporto di Campovolo a Reggio Emilia. Il film ripercorre non solo la serata concerto ma anche tappe fondamentali della vita di Luciano.
Il 12 giugno 2017 annuncia sulla sua pagina ufficiale di Facebook l'inizio delle riprese del suo terzo film, in cui prenderà parte come regista. Il film si intitola Made in Italy come il suo ultimo album, le riprese si sono svolte tra Correggio, Reggio Emilia, Novellara, Roma e Francoforte tra giugno e luglio 2017. Il film è stato prodotto da Fandango e distribuito dalla Medusa Film e vede come protagonista Stefano Accorsi, già diretto da Ligabue nel suo primo film, Radiofreccia. 
Sempre in collaborazione con Stefano Accorsi, il 12 ottobre 2021 esce "È andata così-la serie" su RaiPlay, docu-serie che racconta i trent'anni di carriera di Ligabue e i retroscena del cantautore: tale serie è suddivisa in sette capitoli da 15 minuti ciascuno.
Il 20, 21 e 22 marzo 2023 è nella programmazione delle sale italiane Ligabue - 30 anni in un giorno, secondo documentario tratto dai concerti del rocker a Campovolo: stavolta il focus riguarda il concerto-evento alla RCF Arena tenuto il 4 giugno 2022.
Il 19 maggio 2024 si è nuovamente presentato allo stadio Giuseppe Meazza in occasione dei festeggiamenti del ventesimo scudetto vinto dall'Inter: per l'occasione ha cantato Urlando contro il cielo, canzone che l'intera tifoseria interista è solita intonare ad ogni gol segnato dai nerazzurri in casa.

### Carriera letteraria

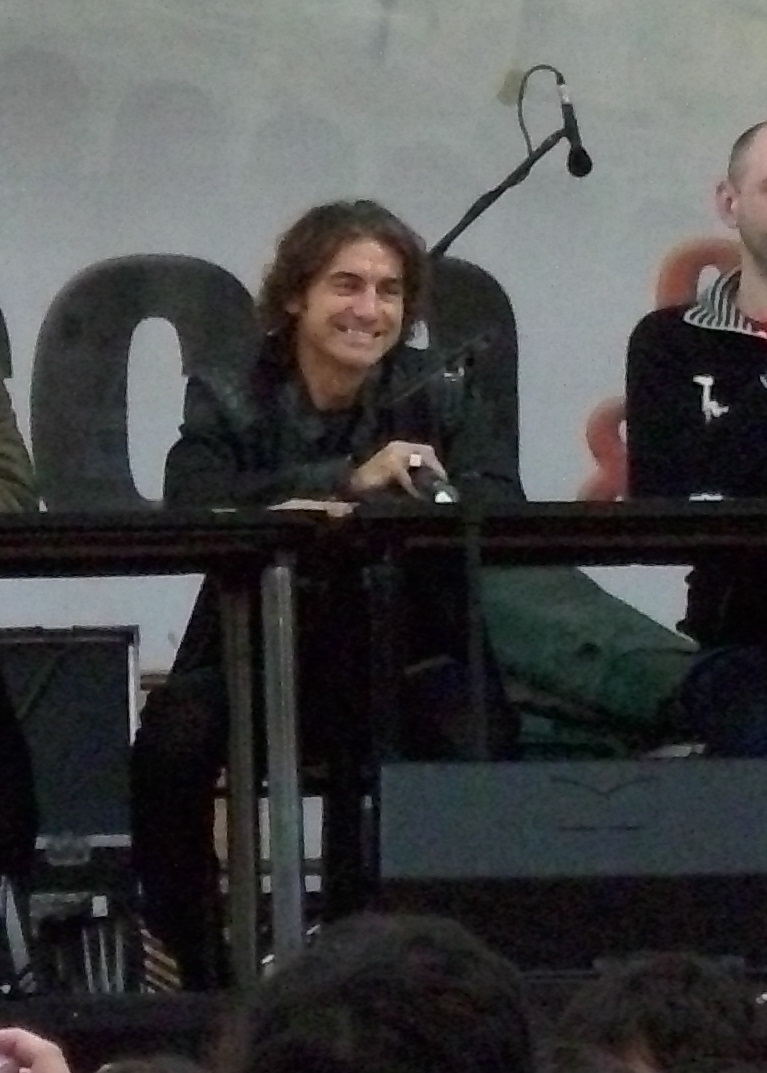
Luciano Ligabue a Lucca Comics & Games 2008, durante la presentazione del fumetto tratto dal suo romanzo La neve se ne frega

Ottiene grande successo di critica e pubblico con la raccolta di quarantatré racconti Fuori e dentro il Borgo (1997) vincendo tra l'altro il Premio Procida-Isola di Arturo-Elsa Morante e il "Premio Città di Fiesole".
Altri racconti vengono pubblicati ogni anno dal 1994 sul diario della Smemoranda.
Il suo primo romanzo, La neve se ne frega, arriva nel 2004, presentato a Torino, durante la Fiera Internazionale del Libro, da Francesco Piccolo, a Roma da Alessandro Baricco, a Milano da Fernanda Pivano. Il libro, che riscuote autorevoli consensi e conferma le doti narrative dell'artista emiliano, balza subito in testa alle classifiche di vendita e, complessivamente, si attesta a quasi 200 000 copie vendute. La neve se ne frega inoltre vince il Premio speciale Fregene 2004, il Premio Fernanda Pivano e il Premio Giuseppe Giacosa. Il 1º marzo 2008, in occasione della fiera Mantova Comics, viene presentata la graphic novel del libro, sceneggiata da Matteo Casali e disegnata da Giuseppe Camuncoli.
Il 28 maggio 2004 Ligabue viene insignito della laurea honoris causa dall'Università di Teramo in Editoria, Comunicazione Multimediale e Giornalismo. Per l'occasione tiene una lectio magistralis dal titolo Il tempo dell'emozione, nella quale spiega il significato che egli attribuisce al proprio modo di comunicare attraverso musica, scrittura e cinema.
Il 3 ottobre 2006 esce Lettere d'amore nel frigo, raccolta di 77 poesie scritte nel 2003, con cui Luciano cerca di dar sfogo a quello che è stato un periodo particolare della sua vita senza l'obbligo di dover coniugare parole e musica o di essere comprensibile a ogni costo. Presentato dall'autore in molti atenei italiani, il libro entra subito ai primi posti nelle classifiche di vendita e riscuote molti consensi sia tra il pubblico (alcune di queste poesie, infatti, sono lette dall'autore durante il tour teatrale), che tra la critica.
Il 13 aprile 2012 pubblica una nuova raccolta di 13 racconti intitolata Il rumore dei baci a vuoto; sempre di racconti si compone anche il successivo Scusate il disordine, libro uscito il 10 maggio 2016.

### L'impegno sociale e politico

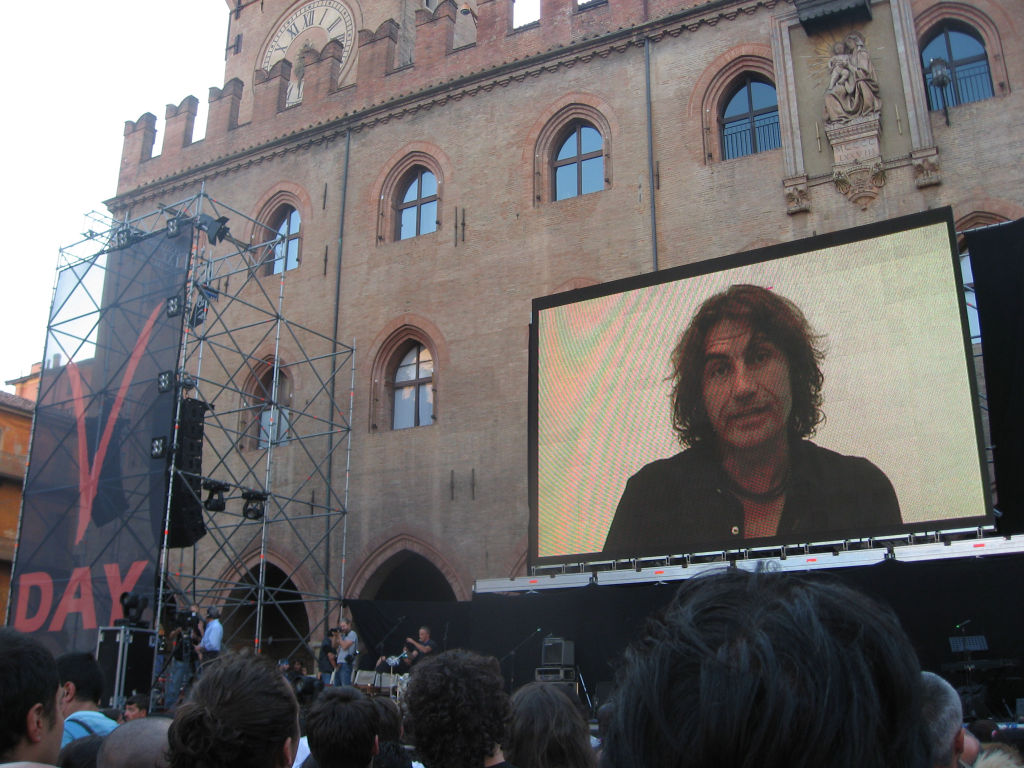
Videomessaggio di Luciano Ligabue durante il V-Day a Bologna

Da sempre schierato a sinistra, Ligabue è stato consigliere comunale a Correggio: eletto nel giugno 1990 come indipendente nel gruppo del PCI (poi diventato PDS), ha preso parte solo a sei sedute consiliari in due anni, prima di dimettersi per imboccare definitivamente la strada del successo come artista. La sua sensibilità verso le tematiche sociali è comunque rimasta e si manifesta, oltre che nelle iniziative benefiche cui partecipa, anche nelle storie raccontate all'interno delle sue canzoni, dei suoi libri e dei suoi film. Meritano di essere citati, a tal proposito, i brani A che ora è la fine del mondo? del 1994 (cover di It's the end of the world dei R.E.M.), Buonanotte all'Italia del 2007 e Gringo (in due versioni, una del 1991 e una del 1994), brano ispirato alla figura di Ronald Reagan.
La sua nota riservatezza non gli ha impedito di prendere parte a iniziative dal forte valore politico e sociale. Si ricordano, infatti, le sue partecipazioni al concerto del Primo Maggio nel 1992 e nel 2006 e più recentemente all'evento in Piazza del Quirinale del 25 aprile 2015 per l'Anniversario della liberazione d'Italia.
Nel 1999 incide il brano Il mio nome è mai più (i cui proventi sono stati destinati ad Emergency) insieme a Jovanotti e Piero Pelù per dare un forte segnale pacifista in opposizione alla decisione del governo di prendere parte alla guerra del Kosovo.
Nel luglio del 2005 prende parte al Live8, organizzato per sensibilizzare i capi di governo occidentali sulle tematiche riguardanti il terzo mondo.
La canzone Una vita da mediano è stata utilizzata come colonna sonora per la presentazione della candidatura di Romano Prodi a Presidente del Consiglio nel 2006.
Nell'estate del 2007, attraverso la diffusione per 24 ore di una cover del brano ambientalista di Pierangelo Bertoli Eppure soffia, dà il suo appoggio morale al Live Earth, manifestazione organizzata da Al Gore per la salvaguardia della salute della Terra (l'esecuzione verrà poi usata, nel 2008, come colonna sonora di uno spot del Ministero dell'Ambiente).
Sempre nel 2007, l'8 settembre, aderisce al V-Day di Beppe Grillo con un video in cui critica il sistema politico in Italia. In occasione del suo tour Ellesette, nell'inverno del 2007, aderisce al progetto Impatto Zero di LifeGate permettendo la creazione di 152906 m² di foresta nella Costa Rica. Tale impegno per LifeGate è rinnovato ad ogni tour dell'artista, associato, inoltre, alla creazione di una community di Car pooling che consente di trovare dei compagni di viaggio per raggiungere le località del tour, riducendo, così, le emissioni di CO2 e il traffico.
Nel 2008 tiene due concerti (voce e chitarra) contro la mafia per l'associazione Libera di Don Luigi Ciotti.
Nel 2009 partecipa al singolo Domani 21/04.2009, il cui ricavato è destinato al fondo benefico "Salviamo l'arte in Abruzzo".
Il 21 settembre 2009 firma l'appello per la libertà di stampa in Italia lanciato, sulle pagine e sul sito internet del quotidiano La Repubblica, dai giuristi Franco Cordero, Stefano Rodotà e Gustavo Zagrebelsky in seguito alla citazione in giudizio dello stesso giornale da parte del premier Silvio Berlusconi.
In occasione delle proteste e delle manifestazioni dell'autunno 2010, scatenate dalla proposta di riforma del sistema scolastico e universitario del DDL Gelmini, esprime la propria solidarietà a ricercatori e studenti dichiarando che, finalmente, i giovani stavano manifestando l'angoscia per il proprio futuro. Da segnalare, tra l'altro, sia un convegno all'Università di Reggio Emilia, sia a Livorno, a margine della proiezione del documentario Niente paura.
Il 12 aprile 2011 partecipa, con l'onorevole Rita Borsellino, a un incontro-dibattito presso la sede di Bruxelles del Parlamento europeo dal titolo “L'Italia che non si arrende. L'Italia che non ha paura di guardare al futuro e all'Europa”.
Il 22 settembre 2012, insieme ad altri 13 artisti italiani, partecipa ad Italia Loves Emilia, concerto-evento per raccogliere fondi in favore della popolazione emiliana, colpita da due gravi terremoti nel maggio del 2012.
Il concerto si è tenuto a Campovolo (RE) e vi hanno preso parte oltre 150 000 persone; dal concerto sono stati tratti un DVD e un libro il cui ricavato è stato devoluto in beneficenza per sostenere la stessa causa.
Il 3 giugno Ligabue partecipa ai Wind Music Awards 2013 (trasmessi in diretta da Rai Uno) dove, insieme ad altri artisti che hanno animato l'evento Italia loves Emilia, riceve un premio speciale per l'impegno e i risultati ottenuti a sostegno della popolazione emiliana. Durante l'intervento agli Awards Ligabue, residente a Correggio e promotore dell'evento attraverso un tweet cui hanno risposto poi diversi cantanti, esprime con queste parole il motivo che lo ha spinto ad organizzare tale evento e a parteciparvi: "Ho vissuto quell'esperienza, l'epicentro era a pochi chilometri da casa mia. Ne abbiamo subito gli effetti. Nasce una nuova precarietà in quel momento, non ti senti più al sicuro. Io dovevo raccontare tutto questo. Quando ho lanciato quel tweet, immediatamente sono arrivati gli altri a darmi una mano e dicendo: ‘Se fai qualcosa, io ci voglio essere’. Ognuno di noi si è sentito a casa propria, per fare qualcosa di importante."

## Vita privata
Il 4 gennaio 1991, in Municipio a Correggio, si è sposato con Donatella Messori, conosciuta a ragioneria, dalla quale nel 1998 ha avuto un figlio, Lorenzo Lenny. I due hanno divorziato nel 2002.
Ligabue commenta questo divorzio con le seguenti frasi:
“Mi ero ripromesso di non sposarmi più”
“Considero la fine di un matrimonio alla stregua di un fallimento per non aver avuto la capacità di mantenere quell'impegno, mi ero ripromesso di non sposarmi più ma poi nella vita si cambia idea“
A fine aprile 2003 Ligabue manda un annuncio ai suoi fan, con le seguenti frasi:
“Visto il rapporto di onestà che cerchiamo di mantenere fra di noi, vi devo dare una notizia personale. Come ben sapete non mi piace parlare del mio privato e ho sempre cercato in merito di proteggere mia moglie che ha sempre rifiutato fortemente di apparire come ‘la donna di’. Abbiamo sempre chiesto rispetto per questa nostra volontà di riservatezza. Ora proprio perché quel bisogno di rispetto è rimasto inalterato, sono costretto a dirvi una cosa importante: io e lei siamo in fase di separazione. Da alcuni mesi ognuno di noi sta vivendo vita propria”
“Vi chiediamo di non essere 'morbosi' rispetto ai motivi che portano a una decisione così grossa. Vi chiediamo di non emettere sentenze troppo facili. Vi chiediamo di capire che in momenti così si soffre tutti e che il lavoro che stiamo facendo per proteggere il nostro rapporto futuro e per le nostre responsabilità di genitori non ha certo bisogno della ‘cultura’ del pettegolezzo gratuito. Grazie per il rispetto che vorrete portare al nostro momento più difficile”
Il 7 settembre 2013, sempre in municipio a Correggio, si sposa con la sua ex fisioterapista Barbara Pozzo, blogger e scrittrice, con la quale ha avuto nel 2004 la seconda figlia, Linda.
La scelta dei nomi, così come nell'ultimo album, non è casuale ma dettata da motivi scaramantici: recentemente Ligabue ha dichiarato di ritenere che la scelta di chiamare i propri figli con nomi che iniziano con la stessa lettera del suo porti fortuna.
Ligabue, inoltre, ha perso per aborto tre figli. In un'intervista a Vanity Fair, ha dichiarato in merito:
"Ho perso tre figli, ma nessuno considera l'aborto un vero lutto... Nessuno lo considera un vero lutto ed invece è un dolore che ti segna per sempre”.

## Premi e riconoscimenti

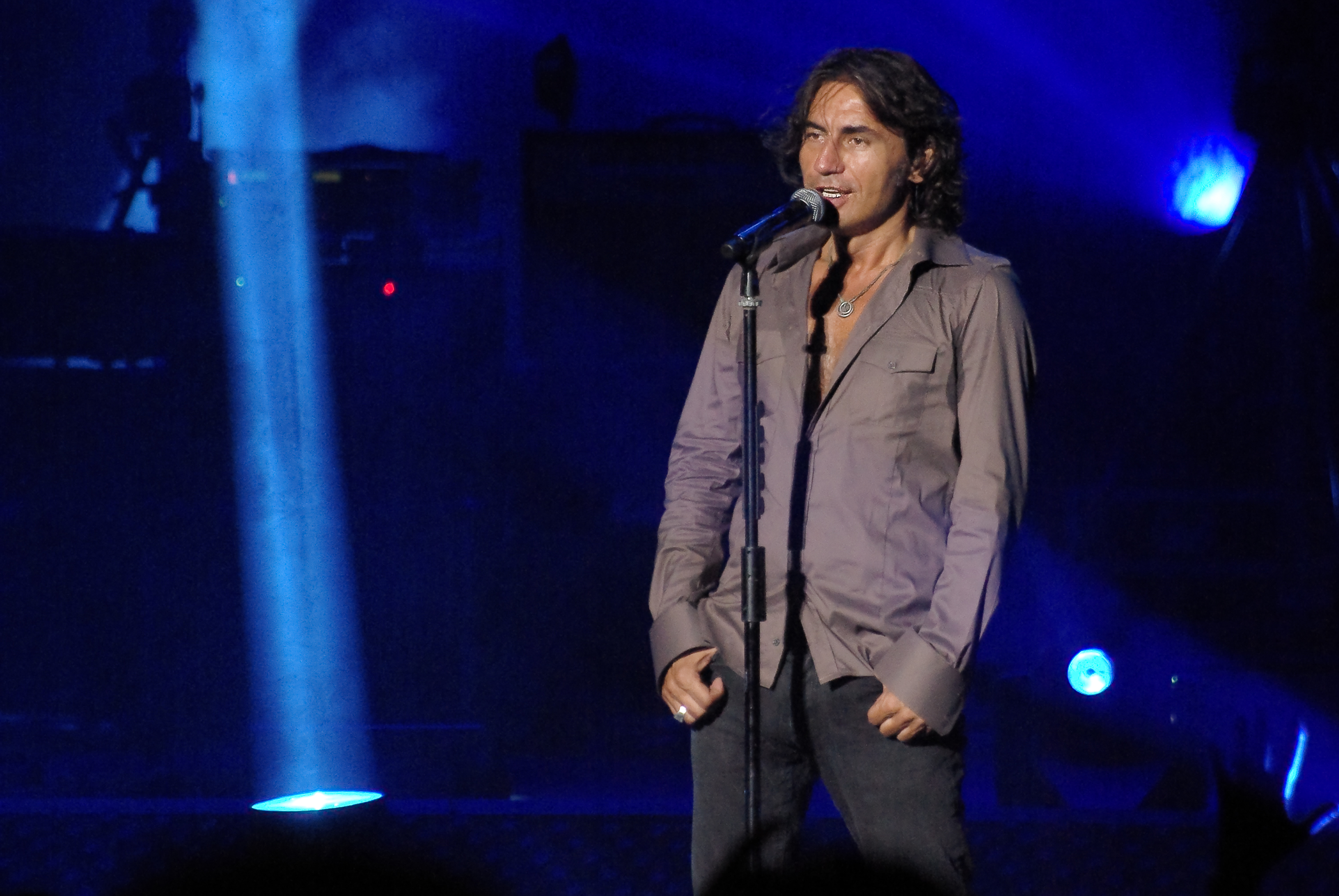
Ligabue durante un concerto Solo rock 'n' roll all'Arena di Verona nel 2009

### Musica
- 1990
  - Festivalbar - Disco Verde con il brano Balliamo sul mondo
  - World Music Awards - come miglior cantante italiano
- 1996
  - Targa Tenco come miglior canzone dell'anno a Certe notti
  - Festivalbar - premio speciale
  - PIM - Premio Italiano della Musica come miglior disco a Buon compleanno Elvis
  - PIM - Premio Italiano della Musica come miglior canzone a Certe notti
  - PIM - Premio Italiano della Musica come miglior cantante
  - Telegatto come miglior album
- 1997
  - PIM - Premio Italiano della Musica come miglior tour
  - Telegatto-premio speciale
- 1999
  - Nastro d'argento alla canzone Ho perso le parole
  - PIM - Premio Italiano della Musica come miglior canzone a Ho perso le parole
  - Ciak d'oro come migliore colonna sonora per il film Radiofreccia
  - Premio Tutto come miglior canzone degli anni novanta a Certe Notti
  - Telegatto come miglior album
- 2000
  - PIM - Premio Italiano della Musica come miglior canzone a Il mio nome è mai più
  - PIM - Premio Italiano della Musica come miglior album a Miss Mondo
  - Premio IFPI disco di platino europeo per l'album Buon compleanno Elvis
  - Premio Lunezia per l'album Miss Mondo[76]
  - Telegatto come miglior cantante dell'anno
  - Targa Tenco come miglior canzone dell'anno a Ho ancora la forza, scritta con Francesco Guccini
  - Festivalbar - miglior album per Miss Mondo
  - Premio Fatti di Musica per il miglior tour
- 2001
  - Italian Music Award per il miglior tour
  - PIM - Premio Italiano della Musica come miglior cantante
  - PIM - Premio Italiano della Musica come miglior tour
- 2002
  - Ciak d'Oro come migliore colonna sonora per il film Da zero a dieci
  - Festivalbar - vincitore assoluto con il brano Tutti vogliono viaggiare in prima
  - Italian Music Award come miglior album per Fuori come va?
  - Italian Music Award come miglior artista maschile
  - Italian Music Award per il miglior tour
- 2003
  - Premio Videoclip Italiano come miglior videografia artistica per l'album Fuori come va?
  - Premio Ciampi come miglior album dell'anno per Giro d'Italia
- 2005
  - Biglietto di platino per il concerto Campovolo
  - Record europeo per biglietti venduti in un concerto da un singolo artista per il concerto Campovolo
  - Primo assoluto al mondo per numero di biglietti venduti in un singolo concerto secondo le classifiche della rivista statunitense Pollstar, per il concerto Campovolo
- 2006
  - Festivalbar - vincitore assoluto con il brano Happy Hour
  - Premio Ciampi attribuitogli dalla SIAE
  - Venice Music Awards - premio "Assomela" - Mela d'oro
- 2007
  - Wind Music Award come DVD dell'anno per Nome e cognome tour 2006
- 2008
  - Wind Music Award all'album Primo tempo per il numero di copie vendute
  - Il senso di una vita - sezione musica
- 2009
  - Wind Music Award all'album Secondo tempo per il numero di copie vendute
  - Premio Arena di Verona per aver saputo fondere l'energia del rock con lo spirito classico dell'orchestra dell'Arena di Verona
- 2010
  - Wind Music Award - CD Multiplatino all'album Arrivederci, mostro! per il numero di copie vendute.[77]
  - Wind Music Award - CD Platino all'album Sette notti in Arena per il numero di copie vendute[78].
  - Wind Music Award - Premio Digital Songs Multiplatino per Domani 21.04/2009 (con altri 56 cantanti)
  - Tour dell'anno per la rivista Sound & Lite
  - Miglior singolo a Un colpo all'anima per gli utenti di iTunes
  - Miglior album ad Arrivederci, mostro! per gli utenti di iTunes
- 2011
  - TRL Awards - Too Much Award
  - Wind Music Award - CD Multiplatino all'album Arrivederci, mostro!
  - Wind Music Award - Premio Digital Songs Platino per Un colpo all'anima
  - Wind Music Award - come miglior cantante italiano
  - Premio Tenco
  - Premio Videoclip Italiano per Ci sei sempre stata
  - Onstage Award - Miglior Evento Live per Campovolo 2.0
- 2012
  - Wind Music Award per "Campovolo 2.011" disco multiplatino
  - "Rockol Awards" per il miglior concerto del 2011 per Campovolo 2.011
  - "Rockol Awards" per il miglio video per Ci sei sempre stata
- 2014
  - Music Award Premio EarOne Airplay come artista italiano con il maggiore airplay radiofonico
  - Music Award - CD Multiplatino per l'album Mondovisione
  - Music Award - Premio "Top of the music" FIMI per Mondovisione come album più venduto del 2013
  - Music Award - Platino per il singolo Il sale della Terra
- 2015
  - Wind Music Award Premio EarOne Airplay come artista italiano con il maggiore airplay radiofonico
  - Wind Music Award Premio CD Platino per l'album Giro del mondo
  - Wind Music Award Premio Speciale per l'album Buon compleanno Elvis 2016
  - Onstage Award - Premio miglior evento live per Campovolo 2015
  - Onstage Award - Biglietto d'oro per Campovolo 2015
- 2016
  - Pavarotti d'oro 2016
- 2017
  - Wind Music Award Premio multiplatino per l'album Made in Italy 2017
  - Wind Music Award Premio multiplatino per il Made in Italy tour 2017
- 2019
  - Premio Seat Music Award per l'album Start
  - RTL 102.5 Power HitStory 2019
  - Miglior cantante dell'Emilia-Romagna[79]
  - Premio Pierangelo Bertoli[80]

### Cinema
- 1999

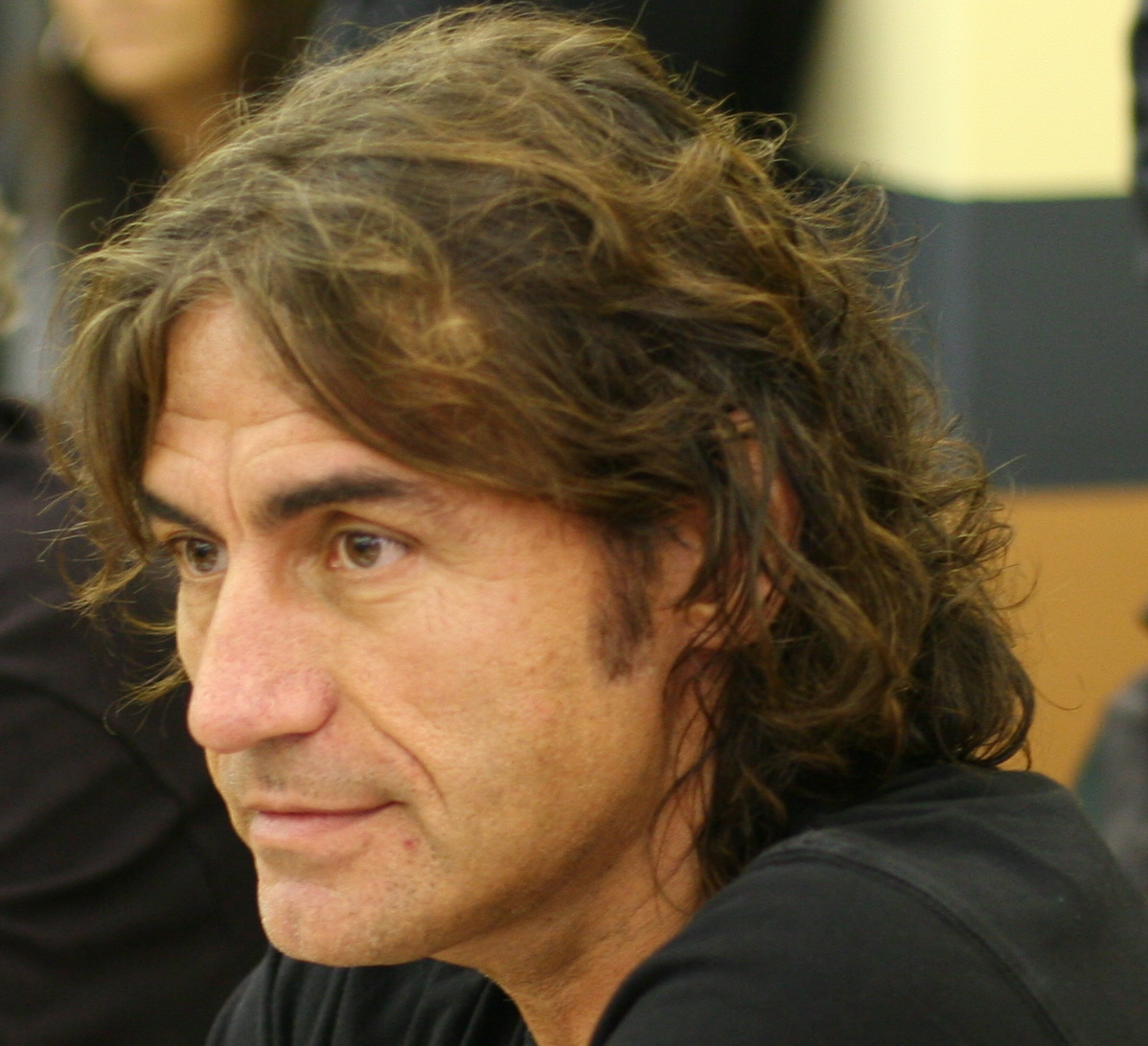
Ligabue a una conferenza stampa a Verona

  - "David di Donatello" come miglior regista esordiente per Radiofreccia
  - "Nastro d'argento" come miglior regista esordiente per Radiofreccia
  - "Premio Flaiano alla regia per Radiofreccia
  - "Globo d'oro" per Radiofreccia
  - "Ciak d'oro" come migliore opera prima per Radiofreccia
  - "Ciak d'oro" come migliore colonna sonora per Radiofreccia
  - "Ciak d'oro" come miglior film in videocassetta per Radiofreccia
- 2002
  - Ciak d'oro come migliore colonna sonora per Da zero a dieci[81]
- 2003
  - "Grolla d'oro" per la filmografia
- 2010
  - "Premio Truffaut" al Giffoni Film Festival
  - "Premio De Sica"[54][55]
- 2018
  - "Miglior film della stagione" al BCT - Festival Nazionale del Cinema e della Televisione - Città di Benevento per Made in Italy[82]
  - "Miglior regista della stagione" al BCT - Festival Nazionale del Cinema e della Televisione - Città di Benevento per Made in Italy[82]
  - "Premio speciale cinema" al Festival Agrirock Collisioni di Barolo per Made in Italy[83]
  - "Superciak d'oro"[84]
  - "Nastro d'argento" per il miglior soggetto per Made in Italy[85]
  - "Premio Behind the Camera" per Made in Italy[86]
  - "Premio alla carriera del Baff" per Made in Italy[87]

### Letteratura
- "Premio Elsa Morante" per Fuori e dentro il borgo
- "Premio Città di Fiesole" per Fuori e dentro il borgo
- "Premio speciale Fregene" per La neve se ne frega
- "Premio Fernanda Pivano" per La neve se ne frega
- "Premio Giuseppe Giacosa" per La neve se ne frega

### Altro
- Intitolazione del lungomare del comune di Capo d'Orlando, 2002
- Speciale Premio Videoclip Italiano come "artista totale e sinestetico", 2006
- Premio come Miglior Videoclip per Il Mio Pensiero (2008), regia di Marco Salom, ricevuto da Mediastars
- Premio "Tributo Speciale Augusto Daolio" per l'impegno umanitario nell'anno 2008
- Premio Chiara "Le Parole della Musica" 2012[88]
- Premio Pico Della Mirandola - 2015

## Discografia

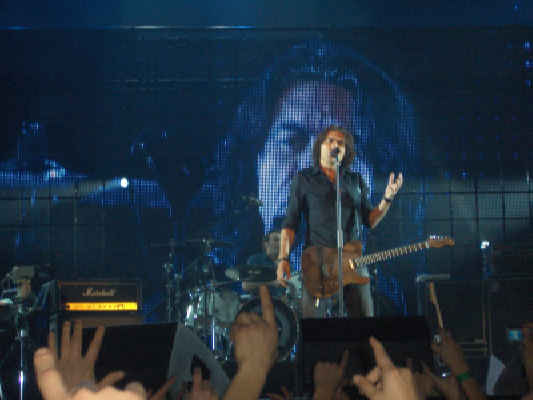
Ligabue sul palco di Ellesette il 17 dicembre 2007

### Album in studio
- 1990 – Ligabue
- 1991 – Lambrusco coltelli rose & pop corn
- 1993 – Sopravvissuti e sopravviventi
- 1994 – A che ora è la fine del mondo?
- 1995 – Buon compleanno Elvis
- 1998 – Radiofreccia
- 1999 – Miss Mondo
- 2002 – Fuori come va?
- 2005 – Nome e cognome
- 2010 – Arrivederci, mostro!
- 2013 – Mondovisione
- 2016 – Made in Italy
- 2019 – Start
- 2020 – 7
- 2023 – Dedicato a noi

### Album dal vivo
- 1997 – Su e giù da un palco
- 2003 – Giro d'Italia
- 2009 – Sette notti in Arena
- 2011 – Campovolo 2.011
- 2015 – Giro del mondo
- 2025 – Nei teatri '24

### Raccolte
- 2007 – Primo tempo
- 2008 – Secondo tempo
- 2020 – 77+7

### Album di brani riarrangiati
- 2025 - Buon compleanno Elvis 1995 - 2025

## Tour e live
| NOME TOUR / LIVE                                                     | ANNO / DATA                                        | LUOGO | MUSICISTI | SUPPORTO |
| -------------------------------------------------------------------- | -------------------------------------------------- | --- | --- | --- |
| Neverending Tour                                                     | 1990-1993                                          | piazze, club, palasport, teatri | Clan Destino - Max Cottafavi, Luciano Ghezzi, Gigi Cavalli Cocchi, Giovanni Marani (poi Gianfranco Fornaciari) | Timoria |
| Buon compleanno Elvis! Tour                                          | 1995-1996                                          | palasport (Italia) | Federico Poggipollini, Mel Previte, Antonio Righetti, Roberto Pellati (Paolo Campioli, per un periodo in sostituzione di Mel Previte)                                                                                            | - |
| Il Bar Mario è aperto                                                | 1997                                               | stadi | Federico Poggipollini, Mel Previte, Antonio Righetti, Roberto Pellati | Negrita, Gang |
| Buon compleanno Elvis! Tour - Europa                                 | 1998                                               | club (Europa) | Federico Poggipollini, Mel Previte, Antonio Righetti, Roberto Pellati | - |
| Miss Mondo Tour                                                      | 1999                                               | palasport, Arena di Verona | Federico Poggipollini, Mel Previte, Fabrizio Simoncioni, Antonio Righetti, Roberto Pellati | All'Arena hanno partecipato Jovanotti e Piero Pelù |
| 1990-2000: 10 anni sulla mia strada                                  | 2000                                               | stadi | Federico Poggipollini, Mel Previte, Fabrizio Simoncioni, Antonio Righetti, Roberto Pellati | - |
| LigaLive                                                             | 2002                                               | stadi | Federico Poggipollini, Mel Previte, Fabrizio Simoncioni, Antonio Righetti, Roberto Pellati | (non in tutte le date) Starsailor, The Alarm, Alex Lloyd |
| Fuori come va? Tour                                                  | 2002-2003                                          | palasport | Federico Poggipollini, Mel Previte, Fabrizio Simoncioni, Antonio Righetti, Roberto Pellati | - |
| Ligabue in teatro                                                    | 2002-2003                                          | teatri | Mauro Pagani, Federico Poggipollini, Mel Previte, Fabrizio Simoncioni, Antonio Righetti, Roberto Pellati, D.Rad | - |
| Warm Up Campovolo                                                    | 26-27 agosto 2005                                  | club (Volkshaus, Zurigo e Georg-Elser-Halle, Monaco di Baviera)                                                                                                | | |
| Campovolo                                                            | 10 settembre 2005                                  | aeroporto "Campovolo" di Reggio Emilia | Mauro Pagani, Federico Poggipollini, Mel Previte, Niccolò Bossini, Antonio Righetti, Roberto Pellati, Clan Destino: Max Cottafavi, Luciano Ghezzi, Gigi Cavalli Cocchi, Giovanni Marani                                          | Elisa, Edoardo Bennato, Folkabbestia, Rio, Il Nucleo, L'Aura, Piccoli Omicidi |
| Nome e cognome tour 2006                                             | 2006                                               | club, palasport, stadi, teatri | Mauro Pagani, Federico Poggipollini, Mel Previte, Niccolò Bossini, Josè Fiorilli, Antonio Righetti, Roberto Pellati, Clan Destino Max Cottafavi, Luciano Ghezzi, Gigi Cavalli Cocchi, Giovanni Marani)                           | Giovanni Allevi (per le date teatrali), L'Aura, Velvet, Rio, Sugarfree |
| ElleSette                                                            | novembre-dicembre 2007                             | Datch Forum - Milano, PalaLottomatica - Roma | Max Cottafavi, Mel Previte, Josè Fiorilli, Antonio Righetti, Roberto Pellati | - |
| European Tour/08                                                     | 2008                                               | club (Europa) | Federico Poggipollini, Niccolò Bossini, Luciano Luisi, Josè Fiorilli, Kaveh Rastegar, Michael Urbano | - |
| ElleElle Stadi                                                       | 2008                                               | stadi | Federico Poggipollini, Niccolò Bossini, Luciano Luisi, Josè Fiorilli, Kaveh Rastegar, Michael Urbano | Il Nucleo, Rio, Velvet |
| ...Sette Notti In Arena, Orchestra e R'N'R!                          | 25-27-28-30 settembre, 1-3-4 ottobre 2008          | Arena di Verona | Federico Poggipollini, Niccolò Bossini, Luciano Luisi, Josè Fiorilli, Kaveh Rastegar, Michael Urbano, Orchestra dell'Arena di Verona diretta da Marco Sabiu                                                                      | - |
| Ligabue Voce e Chitarra                                              | 16-17 novembre 2008                                | Teatro (Correggio e Reggio Emilia) | | |
| Live 2009                                                            | 2009                                               | club (Europa) | Federico Poggipollini, Niccolò Bossini, Luciano Luisi, Josè Fiorilli, Kaveh Rastegar, Michael Urbano | - |
| Ligabue in Arena 2009                                                | 19-20-24-26-27-29-30 settembre, 2-3-4 ottobre 2009 | Arena di Verona | Federico Poggipollini, Niccolò Bossini, Luciano Luisi, Josè Fiorilli, Kaveh Rastegar, Michael Urbano, Orchestra dell'Arena di Verona diretta da Marco Sabiu                                                                      | - |
| Stadi 2010                                                           | luglio, agosto, settembre, dicembre 2010           | stadi, palasport | Federico Poggipollini, Niccolò Bossini, Michael Urbano, Kaveh Rastegar, Josè Fiorilli, Luciano Luisi, Corrado Rustici (in alcuni pezzi)                                                                                          | Negli stadi, Rio e (a rotazione) Charleston, Paolo Simoni, Alberto Bertoli, Lombroso, Park Avenue, Little Taver & his crazy alligators più altri vincitori di un apposito contest |
| Quasi Acustico - Tour Teatri 2011                                    | gennaio-marzo 2011                                 | Teatri | Mel Previte, Michael Urbano, Kaveh Rastegar, Luciano Luisi | - |
| Campovolo 2.0                                                        | 16 luglio 2011                                     | Aeroporto "Campovolo" di Reggio Emilia | Clan Destino, La Banda, Gruppo (Niccolò Bossini, Michael Urbano, Kaveh Rastegar, Luciano Luisi, Josè Fiorilli). Corrado Rustici, Mauro Pagani                                                                                    | Orazero e Band emergenti selezionate con un apposito contest: Nuju, Musicanti di Grema, Brain Shock, Powerfrancers & Katerfrancers, Fonokit                                       |
| Sotto bombardamento rock in...                                       | maggio-luglio 2012                                 | Royal Albert Hall, Londra - Piazza Grande, Locarno - Piazza del Plebiscito, Napoli - Parco della Lesa, Cividale del Friuli (UD) - Teatro Antico, Taormina (ME) | Federico Poggipollini, Niccolò Bossini, Michael Urbano, Kaveh Rastegar, Luciano Luisi, Josè Fiorilli, Corrado Rustici (solo Napoli e in alcuni pezzi)                                                                            | KIKI, Danka |
| Ligabue Live                                                         | 4 e 5 aprile 2013                                  | Royal Albert Hall, Londra | Federico Poggipollini, Niccolò Bossini, Michael Urbano, Kaveh Rastegar, Luciano Luisi, Josè Fiorilli | - |
| Ligabue in Arena 2013                                                | 16-17-19-20-22-23 settembre 2013                   | Arena di Verona | Federico Poggipollini, Niccolò Bossini, Michael Urbano, Kaveh Rastegar, Luciano Luisi, Josè Fiorilli, Marco Sabiu Symphony Orchestra diretta da Marco Sabiu                                                                      | - |
| Mondovisione Tour (Piccole città/Stadi 2014 - Mondo/Palazzetti 2015) | marzo 2014 - aprile 2015                           | Palasport, Stadi, Club (Canada, U.S.A., Brasile, Argentina, Australia, Giappone, Cina)                                                                         | Federico Poggipollini, Niccolò Bossini, Max Cottafavi (da gennaio 2015), Michael Urbano, Davide Pezzin, Luciano Luisi | (per gli stadi) Brunori Sas, Il Cile, Daniele Ronda, Paolo Simoni |
| Campovolo - La festa 2015                                            | 19 settembre 2015                                  | Aeroporto "Campovolo" di Reggio Emilia | Clan Destino, La Banda, Il Gruppo | |
| Liga Rock Park                                                       | 24, 25 settembre 2016                              | Parco Reale, Monza | Federico Poggipollini, Max Cottafavi, Michael Urbano, Davide Pezzin, Luciano Luisi, Emiliano Vernizzi, Massimo Greco, Corrado Terzi.                                                                                             | |
| Made in Italy tour 2017                                              | febbraio, marzo, settembre, ottobre, novembre 2017 | Palasport (Italia) | Federico Poggipollini, Max Cottafavi, Michael Urbano, Davide Pezzin, Luciano Luisi, Emiliano Vernizzi, Massimo Greco, Corrado Terzi                                                                                              | |
| Start Tour                                                           | giugno, luglio 2019                                | stadi | Federico Poggipollini, Max Cottafavi, Davide Pezzin, Luciano Luisi, Ivano Zanotti | |
| 30 anni in un (nuovo) giorno - Campovolo 2022                        | 4 giugno 2022                                      | RCF Arena (Arena Campovolo) | Federico Poggipollini, Max Cottafavi, Niccolò Bossini, Davide Pezzin, Luciano Luisi, Ivano Zanotti, Gigi Cavalli Cocchi, Gianfranco Fornaciari, Giovanni Marani, Mirco Consolini, Mel Previte, Roberto Pellati, Antonio Righetti | Loredana Bertè, Eugenio Finardi, Francesco De Gregori, Gazzelle, Elisa, Mauro Pagani (un duetto ciascuno)                                                                         |
| Ligabue in Arena 2022                                                | 27,29 e 30 settembre - 1,3,4 e 6 ottobre 2022      | Arena di Verona | Federico Poggipollini, Max Cottafavi, Niccolò Bossini, Davide Pezzin, Luciano Luisi, Ivano Zanotti | |
| Ligabue Europe Tour 2022/23                                          | 26 e 28 ottobre, 10 e 11 gennaio                   | Barcellona - Razzmatazz, Bruxelles - Cirque Royal, Parigi - Bataclan, Londra - 02 Sheperd's Bush Empire                                                        | Federico Poggipollini, Max Cottafavi, Niccolò Bossini, Davide Pezzin, Luciano Luisi, Ivano Zanotti | |
| Ligabue Stadi 2023                                                   | 5 e 14 Luglio                                      | Milano - Stadio San Siro, Roma - Stadio Olimpico | | |
| Dedicato a Noi Indoor Tour 2023                                      | ottobre, novembre, dicembre 2023                   | Arena di Verona, Palasport (Italia) | Federico Poggipollini, Max Cottafavi, Niccolò Bossini, Davide Pezzin, Luciano Luisi, Ivano Zanotti | |
| In Teatro Dedicato a Noi                                             | ottobre, novembre, dicembre 2024                   | Teatri (Italia) | Federico Poggipollini, Davide Pezzin, Luciano Luisi, Lenny Ligabue | |
| La notte di Certe notti                                              | 21 giugno,                                         | RCF Arena (Campovolo), | | |

## Filmografia

### Regista e sceneggiatore

#### Cinema
- Radiofreccia (1998)
- Da zero a dieci (2002)
- Made in Italy (2018)

#### Videoclip
- Gli ostacoli del cuore (2006), videoclip del brano cantato con Elisa

### Partecipazioni
- Partigiani (1997) di Davide Ferrario, (documentario sul tema della Resistenza italiana)
- Fernanda Pivano: A Farewell to Beat (2001) di Luca Facchini
- Il re di bastoni (2006) di Aldo Iuliano
- Il dovere di ricordare - Riflessioni sulla Shoah (2009) di Moni Ovadia
- Niente Paura (2010) di Piergiorgio Gay
- Inter - Due stelle sul cuore (2024) di Carlo A. Sigon

### Documentari
- Ligabue - Campovolo 2.0 (2011) di Marco Salom e Christian Biondani
- Ligabue - 30 anni in un giorno (2023) di Marco Salom

## Libri
- Luciano Ligabue, Fuori e dentro il borgo, Milano, Baldini & Castoldi, aprile 1997, ISBN 88-8089-258-4. - raccolta di racconti
- Luciano Ligabue, La neve se ne frega, Milano, Feltrinelli, maggio 2004, ISBN 88-07-70156-1.
- Luciano Ligabue, La neve se ne frega, Milano, Feltrinelli, settembre 2005, ISBN 978-88-07-81874-5. - romanzo pubblicato anche in versione fumetto:  Matteo Casali, Giuseppe Camuncoli, La neve se ne frega, Modena, Panini Comics, 2008, ISBN 978-88-6346-068-1.
- Luciano Ligabue, Lettere d'amore nel frigo, Torino, Einaudi, 2006, ISBN 978-88-06-18665-4. - raccolta di 77 poesie, alcune delle quali lette da Ligabue durante il tour teatrale del 2006
- Luciano Ligabue, Il rumore dei baci a vuoto, Torino, Einaudi, aprile 2012, ISBN 978-88-06-21319-0. - raccolta di racconti
- Luciano Ligabue, Scusate il disordine, Torino, Einaudi, maggio 2016 - raccolta di racconti
- Luciano Ligabue e Massimo Cotto, È andata così - Trent'anni come si deve, Arnoldo Mondadori Editore, 2020, ISBN 978-88-04-73163-4. - autobiografia
- Luciano Ligabue, Una storia, Mondadori, 2022, ISBN 9788804749974 - autobiografia